# Kościół Mariacki w Dortmundzie
Kościół Mariacki w Dortmundzie (niem. Marienkirche (Dortmund)) – kościół ewangelicko-augsburski, położony w centrum Dortmundu przy ul. Ostenhellweg, na południe od kościoła św. Rajnolda. Kościół pochodzi z XII w.
Kościół Mariacki jako świątynia ławy i rady miejskiej byłego Wolnego Miasta Rzeszy zachowuje wybitne dzieła sztuki średniowiecznej, a zwłaszcza Ołtarz Mariacki Konrada von Soest i Ołtarz Berswordtów. Łączy w sobie elementy architektury romańskiej i gotyckiej.

## Historia kościoła i wspólnoty parafialnej

### Początki kościoła w epoceHohenstaufów

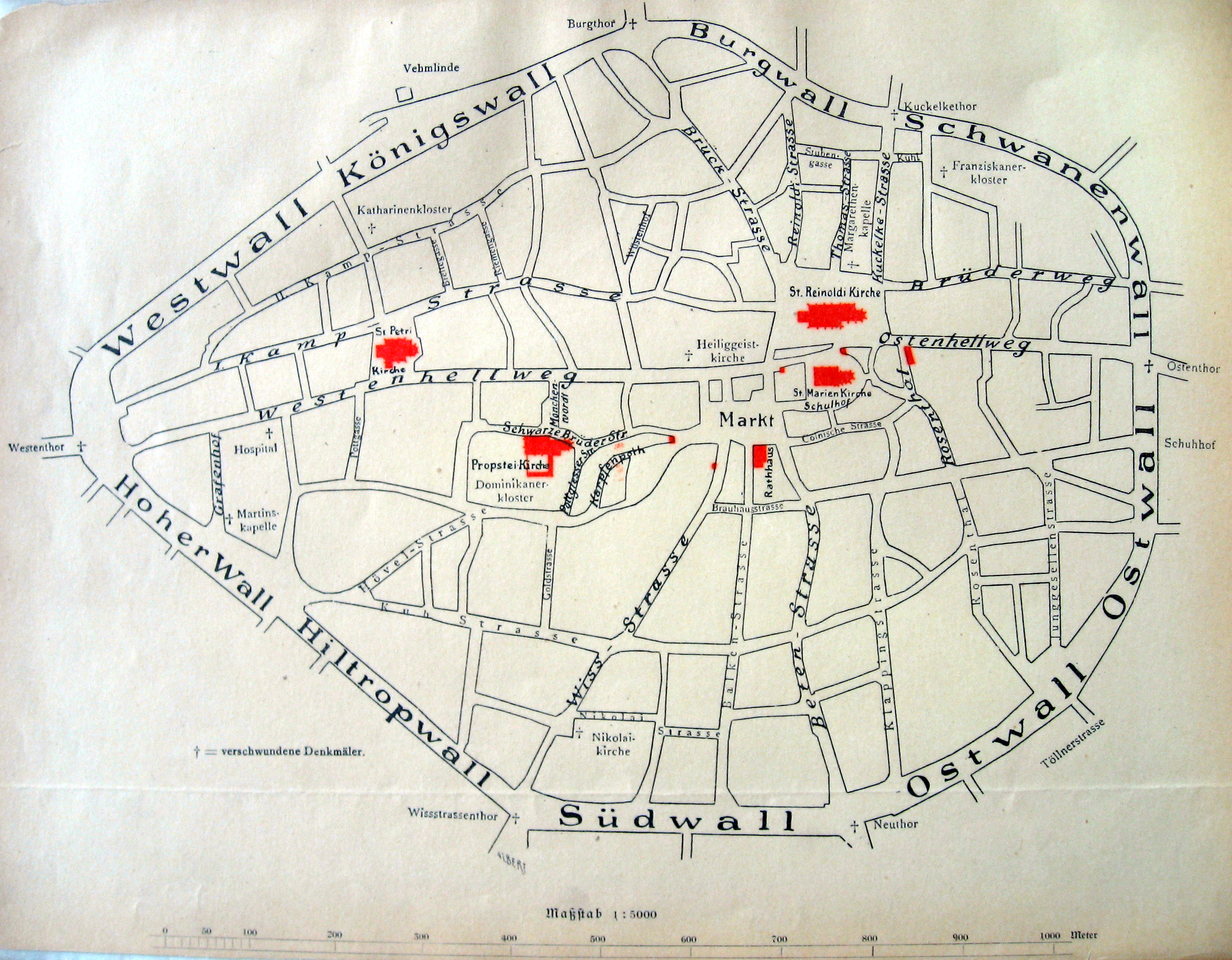
Plan miasta z 1894 z zaznaczonymi kościołami

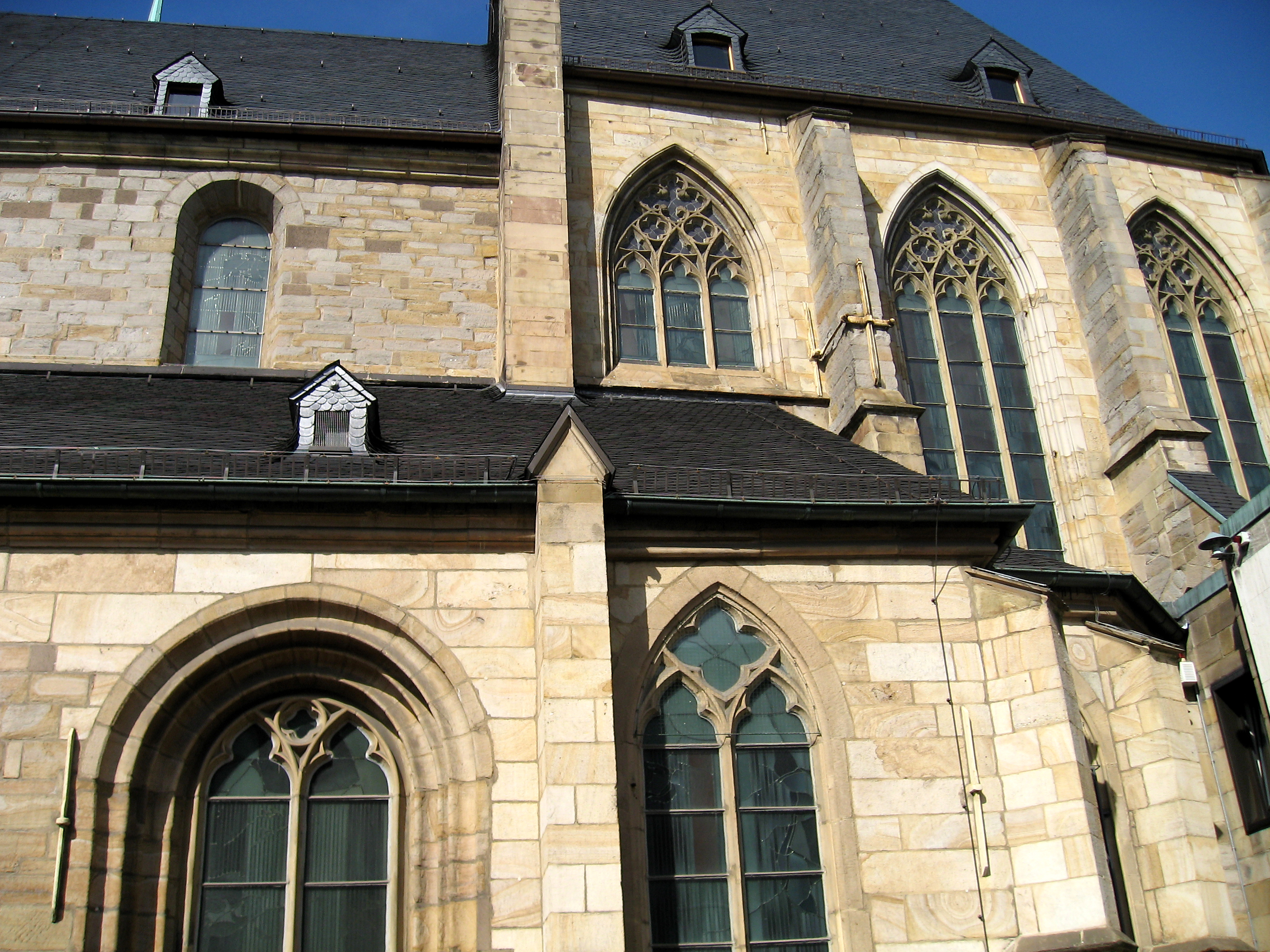
Południowa strona kościoła – romańska nawa główna z (lewej) i gotyckie prezbiterium (z prawej)

Historycy zakładają, że wizyta cesarza Fryderyka I Barbarossy i jego następcy – syna Henryka VI w pałacu cesarskim w Dortmundzie doprowadziła do zbudowania kościoła Mariackiego. Fryderyk I Barbarossa (1152–1190) odwiedził Dortmund z pewnością dwukrotnie. Przypuszczalnie to on z okazji swej wizyty w mieście w 1152 nadał mu oficjalną nazwę Tremonia.
Również w czasie wizyty jego syna Henryka VI (król w latach 1169–1197) zyskały na znaczeniu pałac królewski i majątek Cesarstwa w Dortmundzie.
Niewiele wiadomo o założeniu samego kościoła. Zakłada się, iż miało to miejsce w XII w., po wybudowaniu kościoła św. Rajnolda, możliwe, że na fundamentach wcześniejszej budowli. W 1267 kościół Mariacki jest wymieniony po raz pierwszy w dokumentach. W pierwszych dokumentach i kronikach budowla jest do XIV w. określana jako Capella Regis, co wskazuje na jej szczególny związek z pałacem królewskim.
Według Luise von Winterfeld najstarszym literackim świadectwem o kościele Mariackim jest wzmianka w pochodzącym z pocz. XIII w. starofrancuskim eposie o czterech synach Hajmona z Dendermonde (fr. Quatre fils Aymon).
Historyczny korpus kościoła został wzniesiony w XII w. jako późnoromańska, trzynawowa bazylika z parą bliźniaczych wież od zachodu. Zespół budowniczych kościoła Mariackiego wywodził się przypuszczalnie z Nadrenii i zbudował później kościół św. Ludgera w Münster. Architektoniczna koncepcja kościoła jako bazyliki bez transeptu z parą wież nie miała żadnego odpowiednika w Westfalii. Porównywalne koncepcje budowlane naleźć można w cesarskiej fundacji w Goslar oraz w katedrach cesarskich w Spirze i Königslutter. Norbert Reimann doszedł na podstawie tych przesłanek do wniosku,
„iż obecny budynek kościoła Mariackiego lub kaplicy Mariackiej został wzniesiony w czasach Hohenstaufów przez króla – w rachubę wchodzi tylko Fryderyk Barbarossa – i używany był jako kaplica dworska”.
W XIII w. rada miejska przejęła prawa królewskie do kościoła. W ten sposób kościół Mariacki stał się kościołem rajcowskim, przy czym członkowie rady miejskiej rekrutowali się przede wszystkim z królewskiej „familii”, tj. z czołowych rodzin zarządców majątku Rzeszy. Rodom mieszczańskim udało się zdobyć miejsce w radzie miasta dopiero w dalszym etapie dziejów.
Kościół Mariacki był przypuszczalnie najpierw kościołem ławniczym „szlachetnie urodzonych” w mieście, dlatego też tu – naprzeciw domu ławników – wisiał dzwon sądowy; w ten sposób kościół niejako wyrażał dążenia tych warstw, które miały prawo być wybieranym do funkcji ławnika, do pełnienia przewodniej roli w przemianach społecznych w mieście, a budowla kościoła, przypominająca królewską architekturę sakralną, odpowiadała tym dążeniom. Na to prawdopodobne wykorzystywanie kościoła Mariackiego do nabożeństw ławniczych nałożyła się późniejsza tradycja odprawiania w nim nabożeństw rajcowskich – tylko na tej podstawie da się zrozumieć odprawianie tychże nabożeństw nie w głównym kościele św. Rajnolda, lecz właśnie w filialnym kościele Mariackim.
W połowie XIV w. trzy półokrągłe, romańskie absydy zostały zastąpione przez jedno, większe gotyckie prezbiterium. Przebudowie w stylu gotyckim poddano również pozostałe części kościoła, na przykład nawę północną. W nawie południowej można jeszcze dziś rozpoznać elementy architektury romańskiej. Po obu stronach prezbiterium kupcy miejscy wybudowali dwie małe, specjalne kaplice. Ta leżąca po stronie południowej została nazwana od nazwiska fundatorów kaplicą Berswordtów.
W obu kaplicach wybudowano ołtarze rodzinne. Najbardziej znanym ołtarzem jest ołtarz Najświętszej Maryi Panny Konrada von Soest z 1420.

### Upadek po nastaniu reformacji i odbudowa w XIX w.

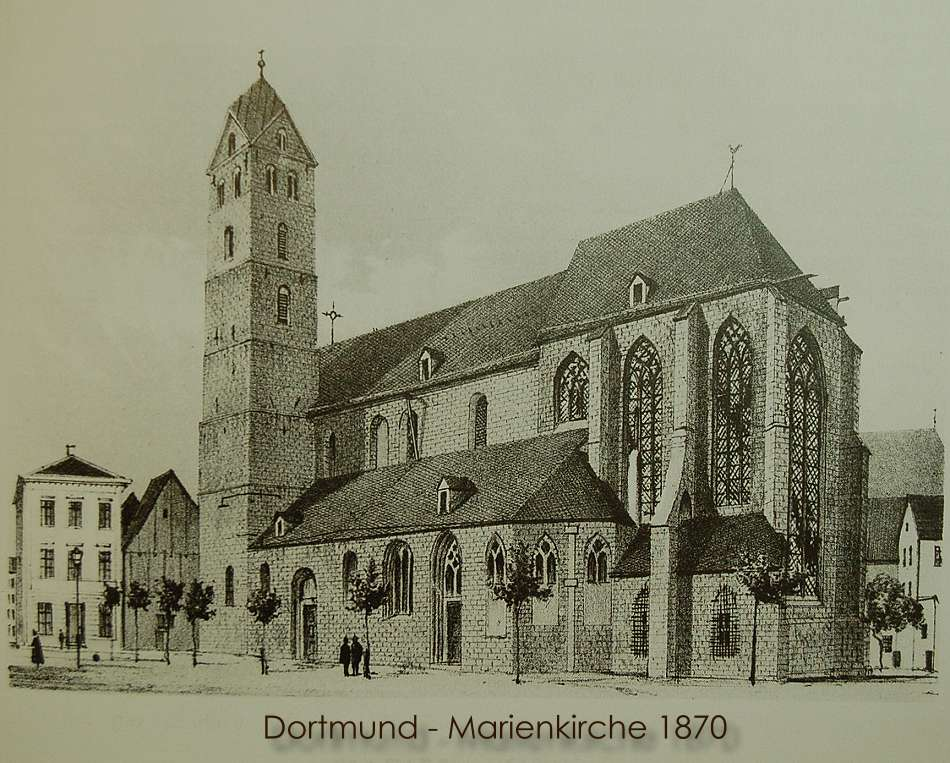
Kościół Mariacki na widokówce z ok. 1870

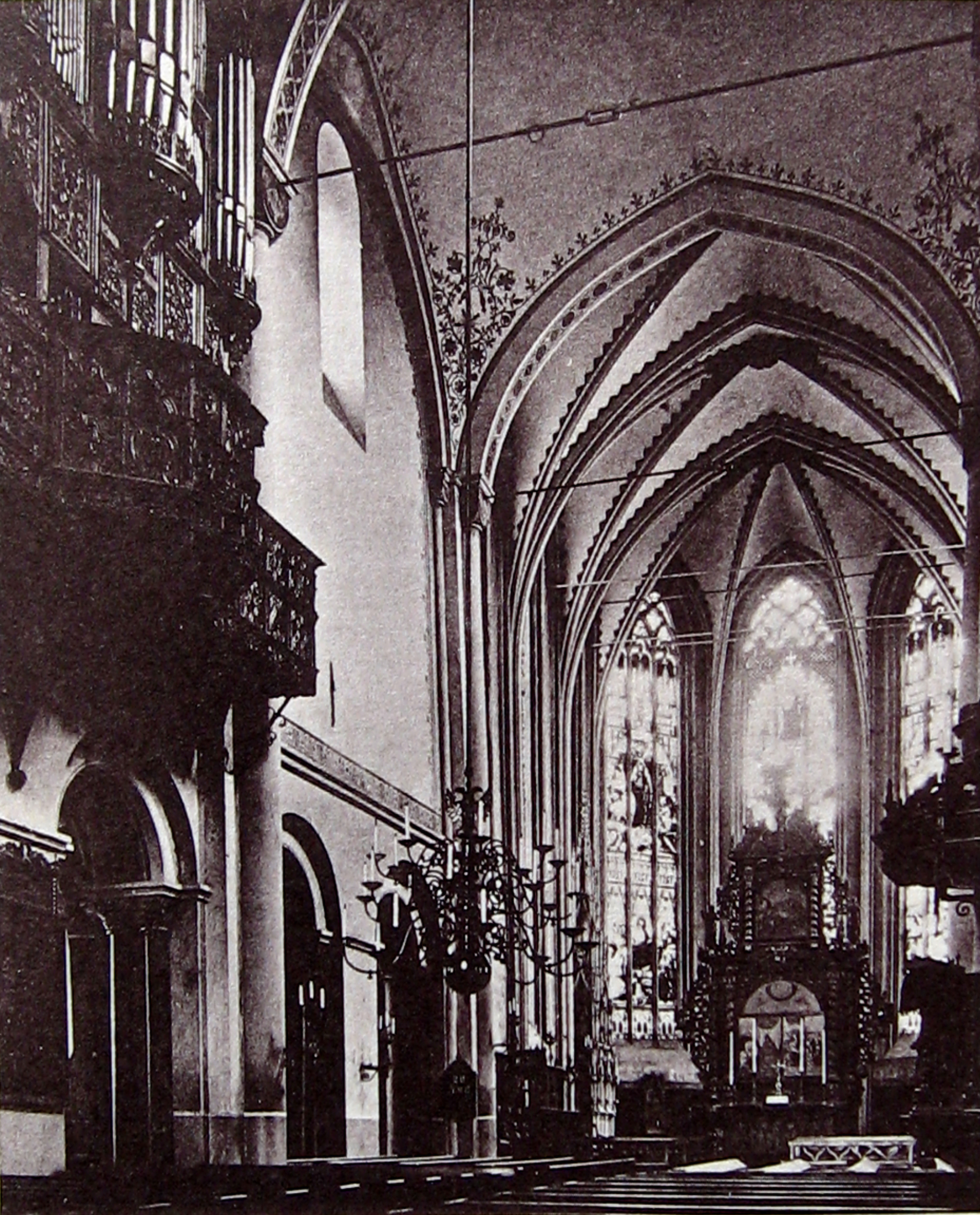
Wnętrze kościoła Mariackiego na fotografii Ludorffa z 1894

Reformacja znalazła mocne poparcie w Dortmundzie, wciągnęła jednak miasto w konflikt.
Wysiłki zwolenników reformacji zdobyły poparcie Brandenburgii-Prus. Reformacja zakorzeniła się jednak w mieście w wyniku długiego procesu trwającego ponad 100 lat, aż do 1648. Wojna trzydziestoletnia oznaczała upadek miasta i ogromne zniszczenia. W trakcie wojny protestanckie miasto początkowo starało się zachować neutralność wobec wojsk katolickiego cesarza, później w różnych jej fazach przechodziło z rąk do rąk: w 1632 zostało zdobyte przez zwolenników katolicyzmu, w 1633 – przez ewangelików, by od 1636 znów znaleźć się w rękach zwolenników cesarza i katolicyzmu i pozostać w nich aż do rozstrzygnięć pokojowych. Pod koniec wojny przy życiu pozostała tylko jedna trzecia mieszkańców miasta, wiele domów było zniszczonych, a samo miasto wysoko zadłużone.
Niemalże symbolem upadku miasta stało się runięcie wieży kościoła św. Rajnolda w wyniku trzęsienia ziemi w 1661.
Waląca się wieża kościoła św. Rajnolda spowodowała również zniszczenie leżącego w pobliżu kościoła Mariackiego. Odbudowa kościoła nie mogła być podjęta z powodu braku środków finansowych w kasie miejskiej. Stał on w latach następnych jako ruina i był nawet czasowo zamknięty dla ogółu. W 1805 trzeba było wyburzyć jego północną wieżę. Od 1819 miasto dążyło do połączenia wspólnoty parafialnej kościoła Mariackiego z parafią św. Rajnolda. W 1828 kościół Mariacki musiał zostać zamknięty, ponieważ groził zawaleniem. W 1832 pojawiła się również groźba zawalenia się jego południowej wieży. Ruiny kościoła Mariackiego miały być wyburzone i wykorzystane jako materiał budowlany. Informował o tym w sposób jednoznaczny opublikowany w lokalnej prasie w sierpniu 1833 komunikat rady miejskiej, iż wobec stwierdzonej groźby zawalenia się budowli jest ona przewidziana do rozbiórki. Wskutek tego wydano odpowiednie rozporządzenie, aby po rozbiórce odzyskać nadające się do dalszego wykorzystania jako materiał budowlany elementy konstrukcyjne kościoła: bloki kamienne, okładzinę, drewno dębowe, deski, listwy, dachówkę, łupek, żelazo, ołów, szkło i zaoferować je do sprzedaży. Wyznaczono w tym celu termin przetargu w urzędzie miasta, wzywając ewentualnych chętnych do składania ofert i wpłacania kaucji.

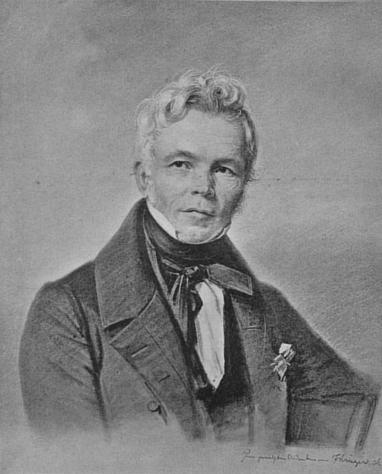
Karl Friedrich Schinkel 1836, rysunek kredą Franza Krügera

Po tej publicznej ofercie zburzenia kościoła i wykorzystania jego resztek na materiał budowlany odezwały się pierwsze głosy protestu. Do rozstrzygnięcia sporu przyczyniło się zaangażowanie pruskiego następcy tronu, księcia Fryderyka Wilhelma IV, który w 1833 bawił z wizytą w Dortmundzie. W grudniu tego samego roku dyrektor królewskiej Galerii Obrazów w Berlinie dokonał oględzin kościoła Mariackiego i zalecił jego zachowanie. Poinformował o zaistniałej sytuacji dyrektora berlińskiego urzędu budowlanego Karla Friedricha Schinkla. Ten, po powtórnym zbadaniu stanu budowli sformułował 22 grudnia ekspertyzę, w której również wypowiedział się za zachowaniem kościoła, wskazując na wiek budowli, jej szczególną konstrukcję i cel, jakiemu służyła. Wyraził przy tym przekonanie, iż stan grożącej zawaleniem budowli da się odwrócić poprzez dokonanie wymagającego poniesienia znacznych kosztów remontu. Czas naglił, ponieważ 17 lutego 1834 Pruskie Ministerstwo ds. Religijnych wydało zezwolenie na wyburzenie budowli. Z inicjatywy Schinkla i księcia Fryderyka Wilhelma udało się jednak doprowadzić do cofnięcia tego zezwolenia.
Schinkel w dalszej części swej ekspertyzy powoływał się na fakt, iż choć większość członków parafii pierwotnie chciała wykorzystać działkę kościelną i materiał budowlany na budowę szkoły i proponowała budynek kościoła ewentualnie przebudować na ten właśnie cel, to jednak w wyniku polepszenia się sytuacji finansowej i na podstawie dalszych ekspertyz wspólnota parafialna zdecydowała się ostatecznie na odbudowę kościoła jako domu Bożego.
W marcu 1839 Mariacka wspólnota parafialna na zwołanym zgromadzeniu podjęła decyzję o odłączeniu się od parafii św. Rajnolda.
Przystąpiono następnie do zabezpieczenia zrujnowanego kościoła. W czerwcu 1837 wyceniono koszty remontu na 3786 talarów. Po zakrojonych na szeroką skalę pracach rekonstrukcyjnych pod kierunkiem inspektora budowlanego Buchholza odprawiono w odbudowanym kościele w maju 1839 pierwsze nabożeństwo, które poprowadził proboszcz Nonne ze Schwelm, autor poematu wolnościowego „Flamme empor”. Wyniesione i zmagazynowane wcześniej dzieła sztuki powróciły do kościoła i zostały w nim umieszczone, częściowo na nowych miejscach.
26 grudnia 1839 dźwięk bijących dzwonów uszkodził częściowo wieżę, nie wyrządzając jednak większych szkód. Wieża została wyremontowana za sumę 5500 talarów. W 1843 odnowiono jej hełm, a w 1859 kilka okien, wśród nich wielkie okno w fasadzie zachodniej i trzy okna w prezbiterium.
Restauracja starych organów miała miejsce w 1856, a w 1859 odlano dla kościoła trzy nowe dzwony. Pomimo tych budowlanych nakładów substancja budowlana kościoła była w coraz gorszym stanie. Wspólnota parafialna zastanawiała się nad zakrojoną na szeroką skalę restauracją świątyni albo nad wybudowaniem na jej miejscu nowego kościoła. Westfalski historyk sztuki Wilhelm Lübke zaproponował w swojej ekspertyzie, aby wziąwszy pod uwagę istniejącą rozbieżność między stanem starej budowli a obecnymi wymogami życia kościelnego, wyburzyć kościół i wznieść nowy.
Wspólnota parafialna zignorowała jednak tę ekspertyzę. Zleciła natomiast miejscowemu architektowi Genzmerowi przeprowadzenie obszernej restauracji kościoła Mariackiego. W roku 1881 i następnym wydatkowano na ten cel 150000 marek. Usunięto poprzeczne belki służące za podpory w nawach oraz sterczyny z filarów i obmurowania wokół nich. Wstawiono nowe okna i pomalowano na nowo wnętrze kościoła. Pochodzący z 1274 portal Porticus S. Marie pod oknem zachodnim został podczas prac restauracyjnych zamurowany. 2 lipca 1882 kościół Mariacki został poprzez uroczyste nabożeństwo dziękczynne ponownie oddany do użytku wiernych.
W 1908 parafia Mariacka po raz kolejny wyremontowała swój kościół. Obok nowego malarskiego wystroju wnętrza świątyni zamontowano nowe, większe organy na emporze zachodniej. Przy okazji remontu odkryto na ścianie za stallami w prezbiterium gotyckie malowidła ścienne.

### Życie wspólnoty parafialnej w czasachnazizmu
Zgodnie z obowiązującą w III Rzeszy polityką glajchszaltowania również kościół ewangelicki znalazł się pod wzrastającą presją. Zorganizował się on w lipcu 1933 w Niemiecki Kościół Ewangelicki (niem. Deutsche Evangelische Kirche). Biskupem naczelnym tego kościoła został zwolennik nazizmu Ludwig Müller. Silny wpływ na życie wspólnoty wywierał też pronazistowski ruch religijny w niemieckim protestantyzmie Niemieccy Chrześcijanie. Opozycja wewnątrz kościoła doprowadziła do powstania w 1934 tzw. Kościoła Wyznającego (niem. Bekennenden Kirche).
Kierownictwo wspólnoty parafialnej kościoła Mariackiego wcześnie poparło Kościół Wyznający i dlatego znalazło się pod wzrastającą presją. Kiedy w 1936 wygłoszono z ambony kazanie przeciwko zbrodniom w obozach koncentracyjnych, wymieniając je z nazwy, uczestnictwo w nabożeństwach stało się dla urzędników niebezpieczne.
Po aresztowaniu pastora Martina Niemöllera wysłano na ręce władz telegram protestacyjny. W czasie pobytu pastora w areszcie symbolicznie nie zapalano świec na ołtarzu w kościele, a codziennie o godz. 15.00 bito w dzwony na znak żałoby. Z powodu opozycyjnej wobec władz nazistowskich postawy proboszcz i duchowni kościoła zostali powtórnie aresztowani.
19 kwietnia 1938 parafia Mariacka została ogłoszona przez konsystorz w Münster jako nieobsadzona. Po przejściu 23 kwietnia na emeryturę proboszcza dr. Haberkampa (1872–1951) został wybrany jako jego następca, wbrew presji nazistów, przedstawiciel Kościoła Wyznającego prof. Hans Joachim Iwand.
Po interwencji Ministerstwa Rzeszy do spraw Wyznań Iwand nie został jednak zatwierdzony na swym urzędzie przez konsystorz w Münster. Był on następnie dwa razy osadzony w więzieniu w Dortmundzie, jakkolwiek dokładne terminy jego uwięzienia nie są znane. Biograf Iwanda Jürgen Seim przypuszcza, iż był on aresztowany m.in. w maju 1938 oraz od 20–27 listopada 1938 do marca 1939. 1 czerwca 1938 Iwand objął posadę asystenta proboszcza we wspólnocie parafialnej za sumę 450 marek i zamieszkał w domu parafialnym przy ul. An der Olpe 10. Podczas pobytu Iwanda w areszcie istniały obawy, że zostanie on wysłany do obozu koncentracyjnego. W więzieniu Iwand był jednak, według własnej relacji, dobrze traktowany, w przeciwieństwie do innych więźniów. Miał możliwość współpracowania przy redagowaniu Münchener Lutherausgabe. Unikał przy tym ze względów merytorycznych przedstawiania nauki Lutra o wolnej woli. Z powodu swojej niezłomnej postawy Iwand został jednak 12 października 1939 wprowadzony na urząd proboszcza parafii Mariackiej, na którym pozostał do końca wojny.
Zaangażowanie Iwanda w działalność Kościoła Wyznającego w czasach nazizmu wyznaczało klarowną granicę między tym kościołem a ruchem Niemieckich Chrześcijan w łonie kościoła ewangelickiego. Jako zasadniczy błąd przeciwko prześladowaniu Żydów przytaczał Iwand argument, że tylko człowieczeństwo Jezusa, a nie jego żydowskość, ma być poświadczane w kościele chrześcijańskim.

### Zniszczenie w 1944 i powojenna odbudowa

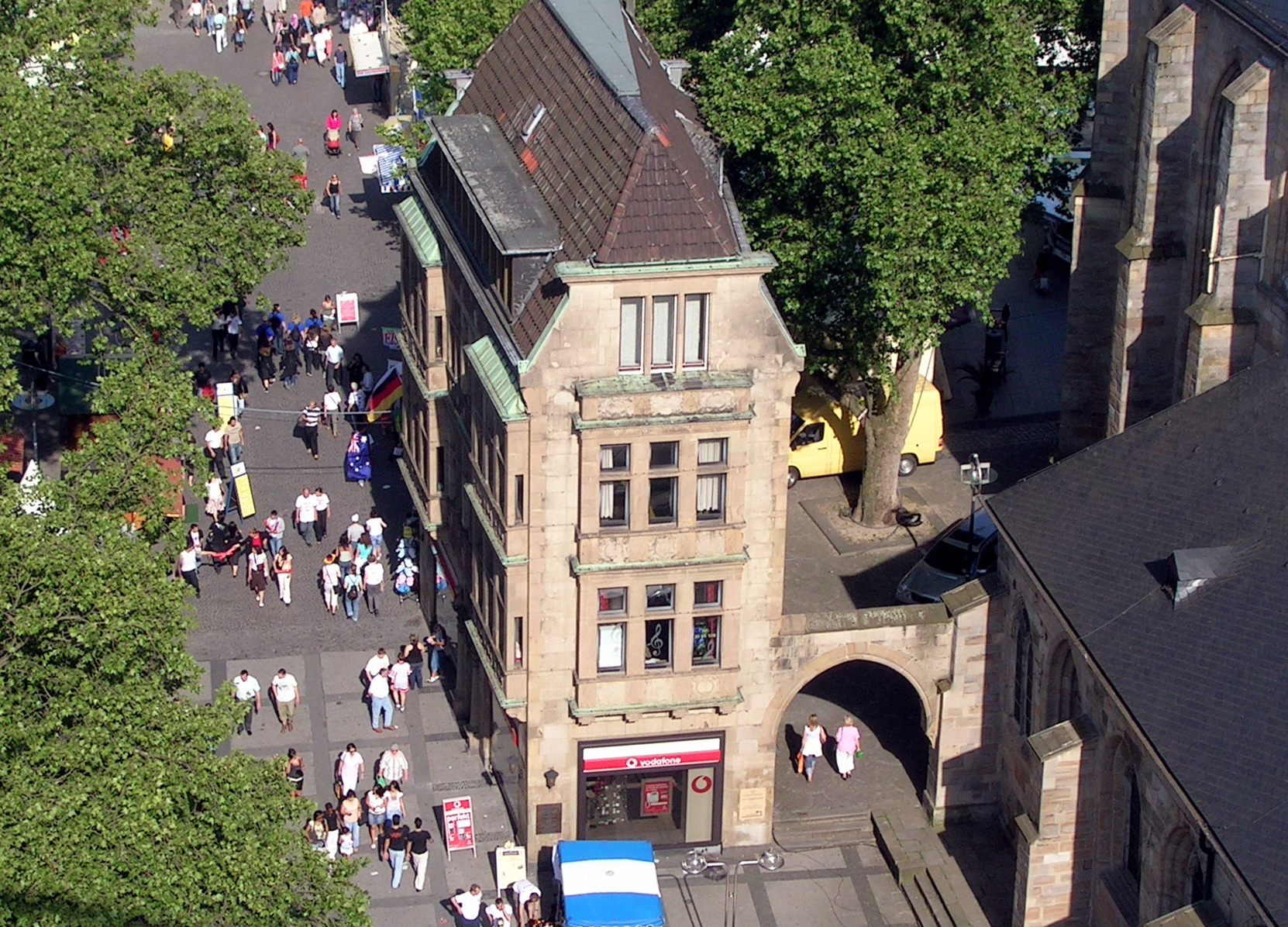
Kamienica Vehoff-Haus i arkada łącząca ją z kościołem Mariackim

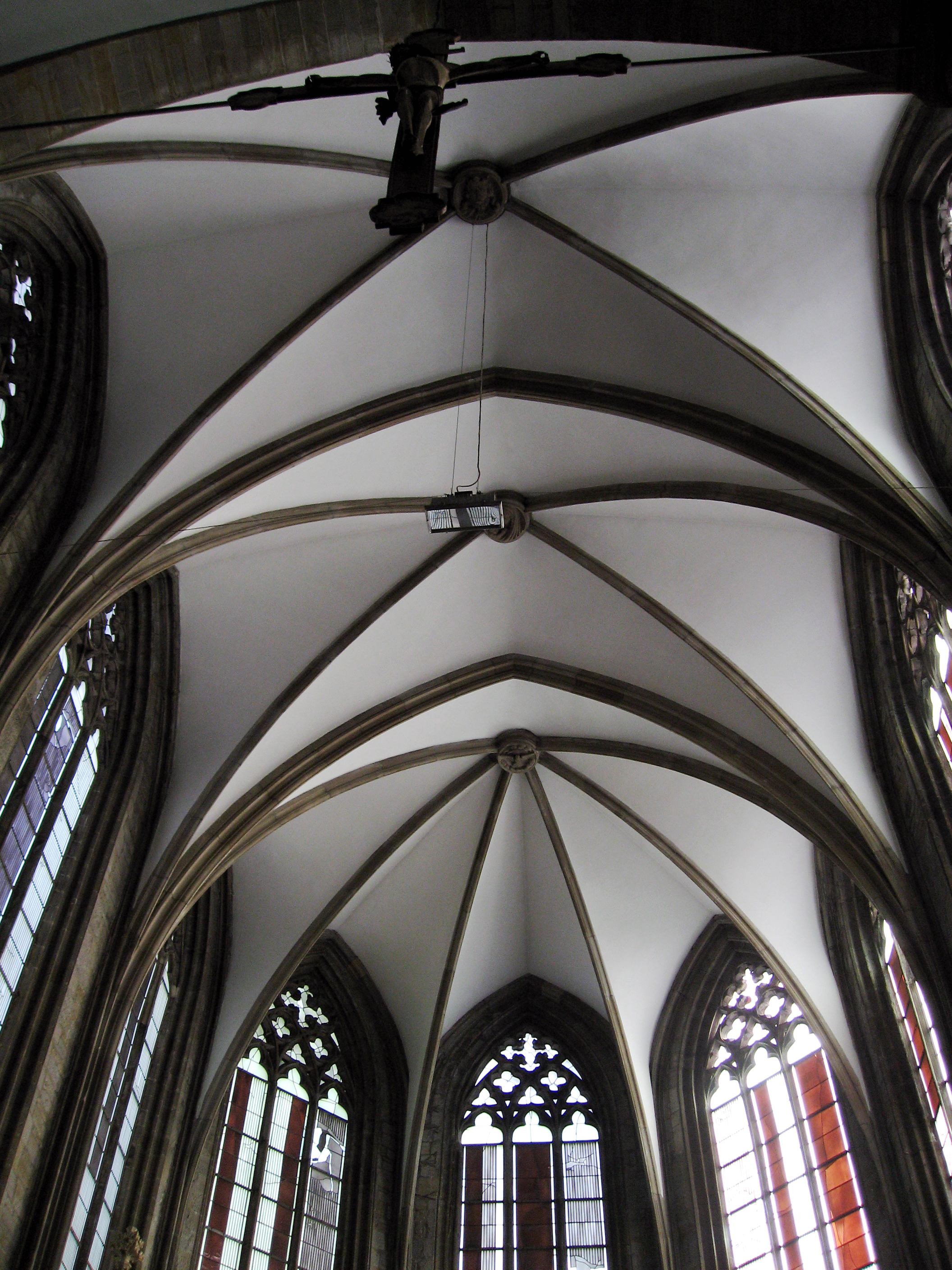
Sklepienia w prezbiterium i krucyfiks triumfalny

Pod koniec II wojny światowej kościół Mariacki został częściowo zniszczony, przede wszystkim w wyniku ciężkiego bombardowania z dnia 6 października 1944. Bomba zapalająca przebiła sklepienia i wywołała pożar we wnętrzu świątyni. W wyniku zniszczeń spowodowanych przez szalejący żywioł bezpowrotnie przepadły: drewniana ambona, stare organy, barokowy ołtarz, kunsztowne, gotyckie okna, i malowidła na sklepieniach. Dalsze straty spowodowane zostały przez przeciekające dachy. Istniejące dziś dzieła sztuki przetrwały dzięki temu, iż zdołano je w porę wynieść z płonącego kościoła i zabezpieczyć.
Dopiero po reformie systemu monetarnego w brytyjskiej i amerykańskiej strefie okupacyjnej w okupowanych Niemczech można było na jesieni 1948 przystąpić do odbudowy świątyni. Obok prac naprawczych i zabezpieczających dokonano również pewnych zmian budowlanych pod kierunkiem architekta Hermanna Kessemeiera. Do najważniejszych z nich należało obniżenie posadzki w nawie głównej i północnej, tak ażeby filary i bazy kolumn były znów, jak w czasach romańskich, widoczne w całej swej okazałości. Zostały przy tym odnalezione fragmenty posadzki z czasów romańskich. Podwyższenie posadzki o 25–30 cm miało miejsce na początku XIV w., co stwierdzono w gotyckiej części murów zewnętrznych nawy północnej.
Podczas restauracji kościoła stwierdzono przede wszystkim, iż jakość murarstwa romańskiego mogłaby sprostać współczesnym wymogom budowlanym, przekraczając przy tym dalece jakość prac z epoki gotyku. Zgodnie z powojennym kanonem piękna wnętrze świątyni pozostawiono nieotynkowane.
Podczas restauracji przeprowadzono też prace badawcze odnośnie do początków budowy kościoła. Przeprowadzone wspólnie przez H. Kessemeiera i prof. dr. Thümmlera badania odkrytych profili żeber w sklepieniu krzyżowym, na których pozostały jeszcze resztki farb, wykazały, że na początku XIV w. zamiast romańskiej absydy została najpierw zbudowana kaplica w nawie północnej, następnie kaplica Berswordtów i wreszcie główna część prezbiterium ok. 1340.
Po II wojnie światowej położona tuż obok od strony północno-wschodniej zabytkowa kamienica Vehoff-Haus została dopasowana pod względem stylu do architektury kościoła Mariackiego i połączona z nim arkadowym łukiem.
2 kwietnia 1950 poświęcono nawę południową jako tymczasowy kościół. Dopiero w 1957 zakończono prace restauracyjne. 2 czerwca 1957 parafia Mariacka uroczyście świętowała ponowne oddanie swego kościoła do użytku.
W 1972 wstawiono nowe witraże w okna kościoła. Pracami kierował projektant, witrażysta Johannes Schreiter. Ozdobił on okna bardzo prostym, oszczędnym ornamentem, przez co chciał przede wszystkim wydobyć walory artystyczne ołtarza. Nieformalna treść tych ozdób wskazuje jednak na symbolikę teologiczną:
„Poprzez procesję w kierunku ołtarza w orientowanej świątyni budowniczy kościoła przedstawił w wymiarze horyzontalnym drogę kościoła jako drogę wędrującego ludu Bożego od chrztu poprzez przejście przez Morze Czerwone do wędrówki ku Ziemi Obiecanej. Witrażysta przedstawia tę samą wędrówkę w wymiarze pionowym, używając pojęć „pod” i „nad” w kontekście religijnym. Wyraża to każda wznosząca się do góry linia, wskazująca na Boga-Stwórcę, który wszystko powołał do istnienia i utrzymuje w doskonałym porządku. Ziemska wspólnota, symbolizowana przez liturgiczny kolor czerwony w niższej części ma już na ziemi swój odpowiednik w części górnej pod łukiem okna. Ten związek między ziemską wspólnotą a już doskonałą, przebywającą na górze u Boga trzodą jest zniszczony i złamany przez wiele rys i chaotycznych zniekształceń”.
Krzyż trójlistny w oknach symbolizuje Trójcę Świętą. Nadzieja na połączenie się z Boskością została wyrażona poprzez biegnące nieprzerwanie świetliste wstęgi.

#### Wspólnota kościelna w okresie powojennym

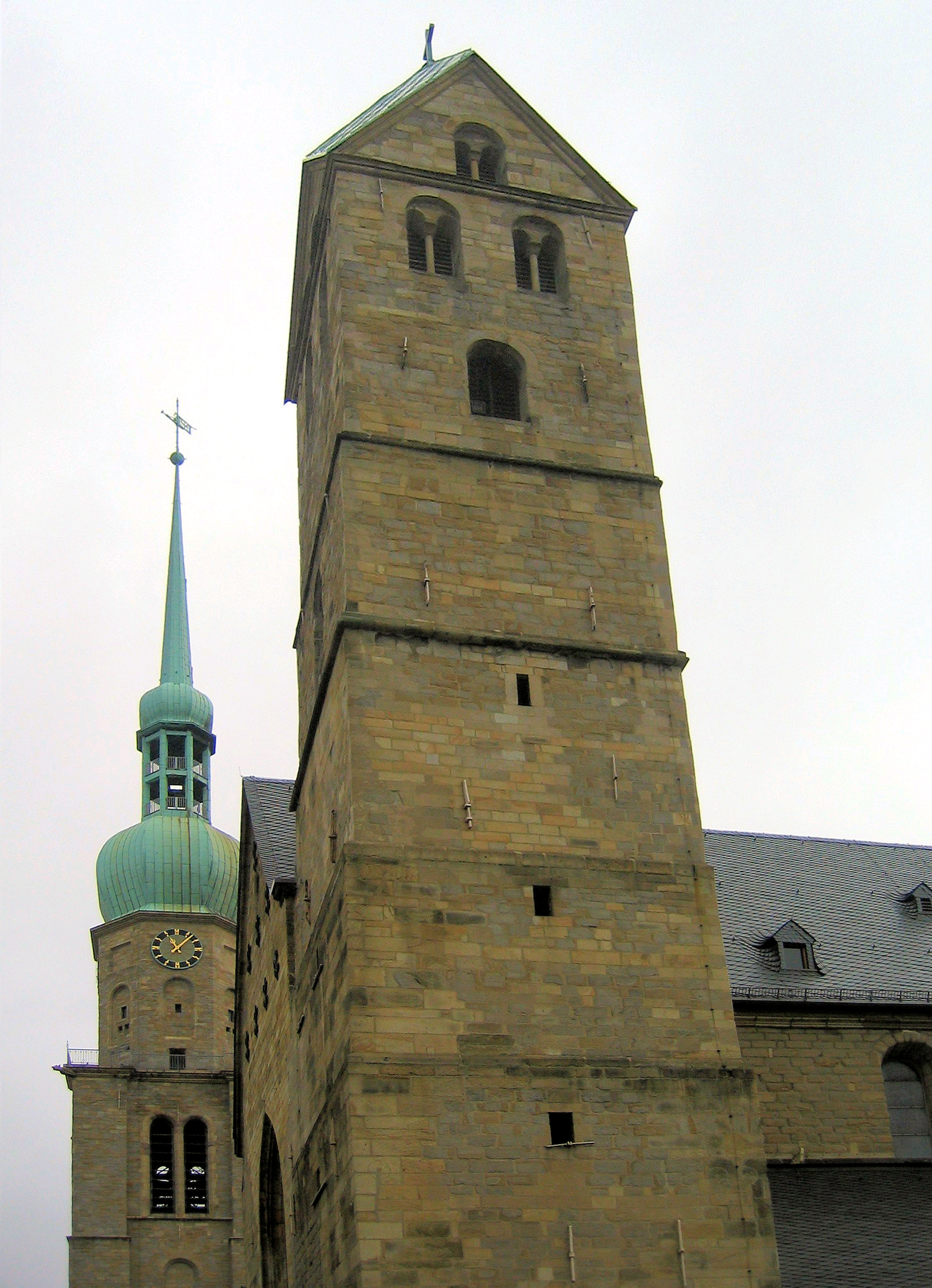
Wieże kościołów: Mariackiego i św. Rajnolda

Konrad Lorenz stał w latach 1953–1988 na czele ewangelickiej Mariackiej wspólnoty parafialnej, najpierw jako asystent proboszcza, a od 1955 jako proboszcz. W czasie swego urzędowania doprowadził najpierw do zakończenia prac związanych z odbudową kościoła. On też przewodniczył uroczystemu nabożeństwu z 2 czerwca 1957, z muzyczną oprawą w wykonaniu organisty i kościelnego kapelmistrza Otto Heinermanna, z towarzyszeniem chóru Mariackiego pod kierownictwem kantora Petera Rocholla.
W 1969 wzniesiono nowy budynek wspólnoty parafialnej. Jako wydawca 2 opracowań nt. kościoła Konrad Lorenz przyczynił się do udostępnienia kościelnych dzieł sztuki szerszemu ogółowi.
Obecnie na czele wspólnoty parafialnej stoi proboszcz Ingo Maxeiner. Pomagają mu: zakrystian, kantorka oraz pełnoetatowa sekretarka parafialna. Kościołem partnerskim kościoła Mariackiego jest Verklärungskirche należący do ewangelickiej wspólnoty w berlińskiej dzielnicy Adlershof.
W 2003 powołano do życia fundację „Stiftung Kulturgut und Kirchenmusik der Evangelischen St. Mariengemeinde” w celu utrzymania substancji kościoła i jego dzieł sztuki. Fundacja ma za zadanie utrzymanie budynku, zachowanie dzieł sztuki, dbanie o muzykę kościelną w kościele Mariackim i poprawę mikroklimatu pomieszczenia. Współpracownicy fundacji oferują regularnie zwiedzającym darmowe przewodnictwo po kościele.

## Architektura

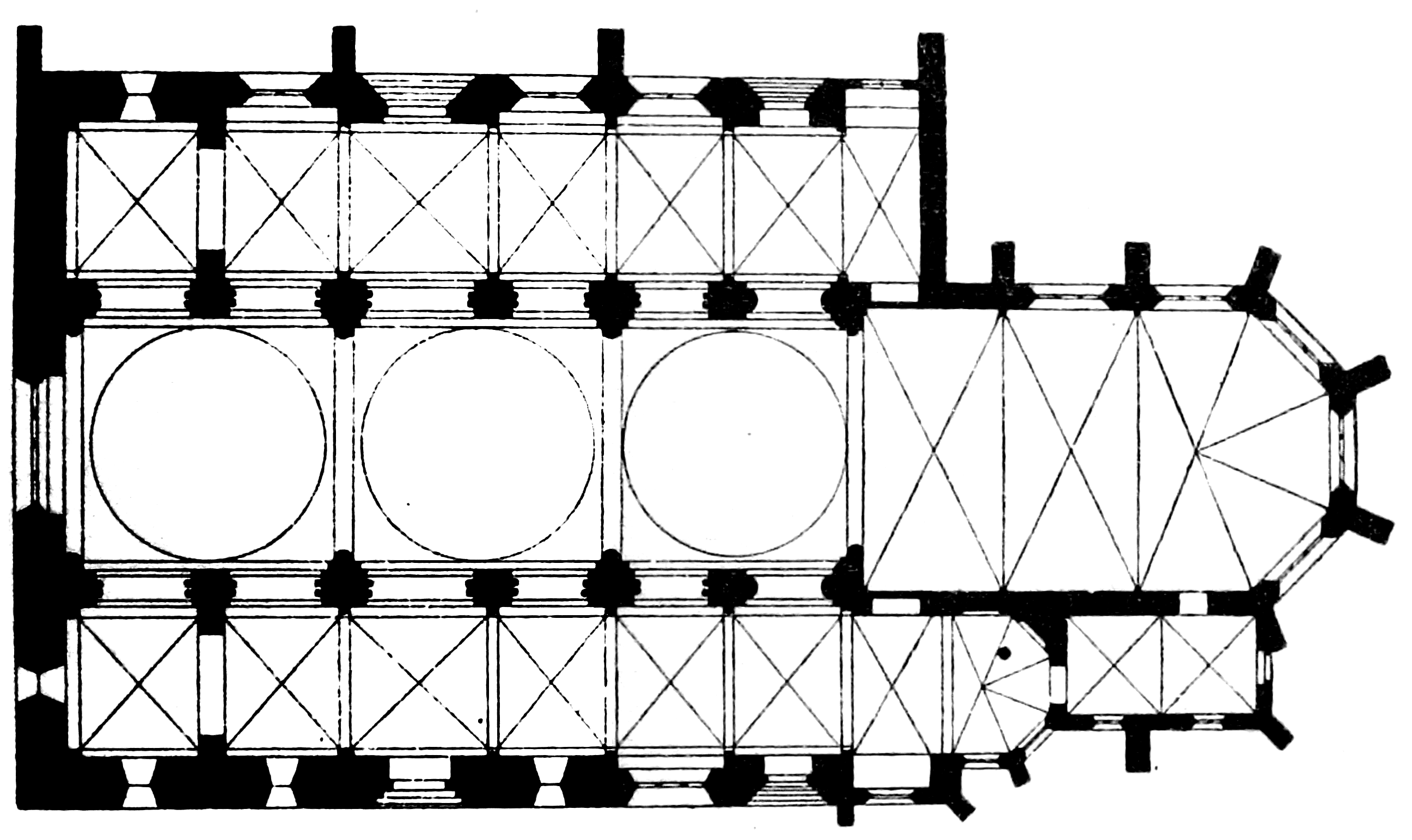
Rzut sklepień kościoła Mariackiego (rys. Ludorffa z 1894)

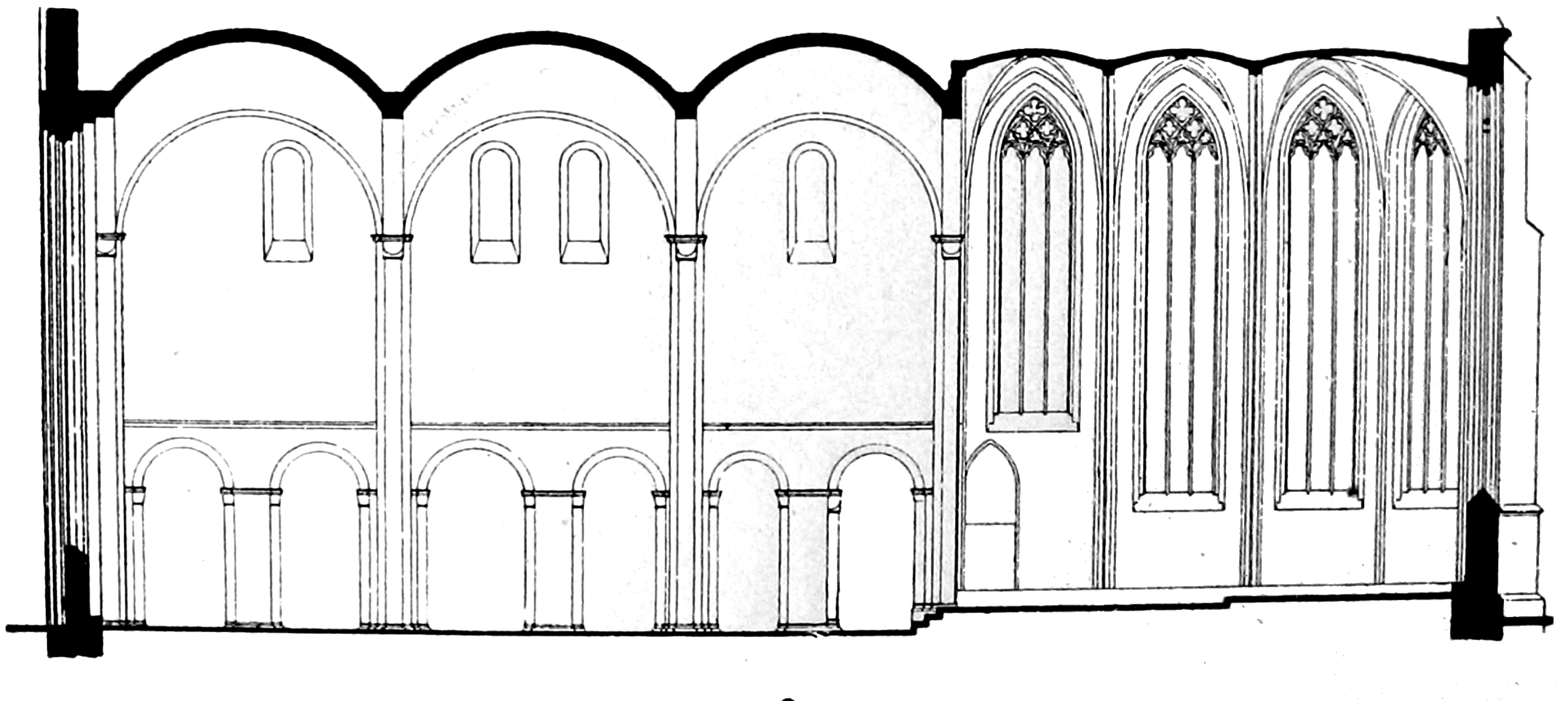
Przekrój pionowy kościoła Mariackiego. Z lewej strony romański fragment nawy głównej, na prawo – dobudowane później gotyckie prezbiterium (Albert Ludorff, Die Bau- und Kunstdenkmäler des Kreises Dortmund-Stadt, Münster, 1894)

Kościół Mariacki jest trzynawową bazyliką bez transeptu, wzniesioną z jasnego, obrobionego piaskowca. Okrągłe łuki romańskiego portalu w nawie południowej wsparte są na kolumnach, których kapitele ozdobione są ornamentyką roślinną.
Nawa główna nakryta jest dwuspadowym dachem pokrytym łupkiem, nawy boczne natomiast jednakowymi dachami jednospadowymi. Prezbiterium, wyraźnie wyższe od nawy głównej, jest pokryte, podobnie jak i ona, dachem dwuspadowym, łupkowym.
Fasada zachodnia kościoła jest od strony południowej zdominowana przez wzniesioną na planie kwadratu romańską wieżę, wysoką na 42,5 m; jej bliźniaczy odpowiednik od strony północnej został w 1805 rozebrany, ponieważ groził zawaleniem. Te pierwotnie dwie wieże fasady zachodniej wznosiły się ponad nawami bocznymi.
Portal zachodni prowadzi, bez przedsionka, bezpośrednio do nawy głównej. Wnętrze świątyni jako całość zachowało artykulację romańską. Wysoka na 17,6 m nawa główna dzieli się na trzy w przybliżeniu kwadratowe (ok. 8x8 m) przęsła przekryte sklepieniami kopułowymi. Międzyprzęsłowe, łukowate łęki sklepienne wsparte są półkolumnach, a te z kolei na filarach.
Każda ze znacznie niższych (6,3 m) naw bocznych dzieli się, zgodnie ze stosowaną w architekturze romańskiej zasadą łączenia naw, na sześć prostokątnych przęseł o sklepieniach krzyżowych (każde przeciętnie ok. 4x6 m) oddzielonych od siebie płaskimi poprzecznymi łękami sklepiennymi, wspartymi, podobnie jak w nawie głównej, na półkolumnach i filarach. Oba ostatnie, zachodnie przęsła mają, podobnie jak przęsło wieży, znacznie potężniejsze mury zewnętrzne.
Clerestorium nawy głównej charakteryzuje się ciągiem czterech romańskich łukowych okien, osadzonych pod dachem i oddzielonych od reszty ściany strefą przysadzistych arkad. Wysokie, pozbawione ozdób ściany były pierwotnie pomalowane. Podczas gdy w nawie południowej otwory okienne są łukowe, romańskie, w nawie północnej są one już ukształtowane w stylu gotyckim.
Za łukiem tęczowym rozciąga się gotyckie prezbiterium. Jest ono podniesione o trzy stopnie schodów w stosunku do posadzki nawy głównej i osiąga w przybliżeniu jej wysokość. Dwa krótkie, prostokątne przęsła o sklepieniach gwiaździstych zakończone są poligonalnym (5/8) obejściem. Trójdzielne okna prezbiterium wypełnione są w górnych partiach maswerkami zbudowanymi z przenikających się motywów trój- i czteroliścia i zwieńczonych u wierzchołka czteroliściem.
Nawy boczne zakończone są od wschodu kaplicami. Pierwotne boczne absydy zostały wraz z budową gotyckiego prezbiterium przekształcone w płaskie zakończenie nawy północnej i jedną boczną kaplicę od strony południowej z poligonalną absydą, zamkniętą, podobnie jak w prezbiterium, poligonalnym (5/8) obejściem. Na prawo od prezbiterium, za kaplicą Berswordtów, dobudowano w latach 50. XX w. zakrystię.

## Wyposażenie

### Ołtarze

#### Ołtarz Berswordtów
W kościele Mariackim zachowały się dwa ważne z punktu widzenia historii sztuki ołtarze. Starszy z nich znajduje się w nawie północnej i nosi nazwę ołtarza Berswordtów, od nazwiska swoich fundatorów. Malowidło to pochodzi z ok. 1395 i przedstawia scenę Ukrzyżowania Chrystusa. Nazwisko malarza pozostaje nieznane; w sferze przypuszczeń pozostaje, iż mogłoby to być wczesne dzieło Konrada von Soest, co nowsze badania podają w wątpliwość.
Lewa część obrazu ukazuje Jezusa w drodze krzyżowej na Golgotę. Szymon Cyrenejczyk został zmuszony do pomagania mu w dźwiganiu ciężkiego krzyża, Podczas gdy rzymscy żołnierze chłoszczą dźwigającego krzyż Jezusa, kilka niewiast z tyłu opłakuje go.
Część środkowa zawiera różne epizody Ukrzyżowania. Ukazuje boleść Najświętszej Maryi Panny, pocieszanej przez św. Jana. Św. Jan spogląda na Ukrzyżowanego, który, według Ewangelii św. Jana oświadcza: „oto syn twój”, „oto matka twoja”. U podnóża krzyża, z prawej strony demoniczne postacie rzucają los o szaty Jezusa. Rzymski dowódca straży uznaje w konającym Jezusie Syna Bożego. Wyznanie to widnieje na rozwiniętej szarfie. W samym centrum obrazu znajduje się krzyż z konającym Jezusem, którego bok przeszywa właśnie włócznia jednego z żołnierzy. Po prawej i lewej stronie widać ukrzyżowanych łotrów. Duszę tego, który żałował za swoje grzechy, zabiera anioł, duszę zatwardziałego – diabeł.
Prawa część dzieła ukazuje zdjęcie Jezusa z krzyża. Również i tu krzyż znajduje się w centrum. W scenie bierze udział tylko kilka osób, w przeciwieństwie do części środkowej, która jest wypełniona licznymi postaciami. Na złotym tle kontrastują szaty biorących udział w scenie postaci: czerwona, pozłacana i zielona. Józef z Arymatei (w pozłacanej szacie) bierze zwłoki Jezusa w ramiona, osłaniając jego nagie ciało białym całunem. Podczas gdy jeden z jego pomocników (ubrany na czerwono) wyciąga skrwawione gwoździe ze stóp, drugi (w zielonym stroju), wspierając się na drabinie, odwiązuje lewe ramię Jezusa od krzyża.
| Ołtarz Berswordtów (ok. 1395) | Ołtarz Berswordtów (ok. 1395) | Ołtarz Berswordtów (ok. 1395) |
| ----------------------------- | ----------------------------- | ----------------------------- |
|                               |                               |                               |

Ołtarz Berswordtów (Strona przednia)

#### Ołtarz Najświętszej Marii Panny
Na ołtarzu głównym kościoła Mariackiego znajduje się obraz Mariacki (z ok. 1420) autorstwa Konrada von Soest. Obraz ten stanowił niegdyś część dawnego gotyckiego ołtarza, zniszczonego ok. 1720. Wstawienie tablicy obrazu w barokowy ołtarz wymagało jej przycięcia – czyn niewyobrażalny z dzisiejszego punktu widzenia, wziąwszy pod uwagę artystyczną jakość obrazu jako dzieła sztuki. Obraz Mariacki jest dziś oprawiony w nowoczesne, metalowe ramy.
Malowidło w przedniej części przedstawia motywy z życia Maryi. W lewej części, która przedstawia narodziny Jezusa, dominują kolory złoty, błękitny i czerwony. Część środkowa ukazuje zaśnięcie Maryi. Pada na nią blask błękitnych aniołów, stojących u jej wezgłowia i zamykających jej oczy. Trzy ubrane na czerwono postacie otaczają umierającą. Św. Jan podaje jej do ręki zapaloną gromnicę jako symbol śmierci. U góry, z prawej strony na złotym tle widoczny jest rąbek uchylonego nieba. Otwarta dłoń wskazuje, iż droga do raju stoi dla Maryi otworem. Prawa część obrazu ukazuje Pokłon Trzech Króli.
Tylna część obrazu jest mocno zniszczona.
Fascynacja tym malowidłem dotyczy różnych aspektów. Jasne kolory, niezwykłe jak na swój czas rozmiary figur i harmonia kompozycji grają przy tym ważną rolę. Malowidło ukazuje cechy charakterystyczne stylu średniowiecznego: niemal płaskie, pozłacane tło, przedstawianie postaci w dużych wymiarach, zgodnie z ich religijnym znaczeniem lub według biblijnej narracji. Równocześnie fascynuje rozwój malarstwa renesansowego, nadawanie kształtu perspektywie i realizmu zarówno twarzom z tamtej epoki, jak i anatomii ciała.
Sygnatura Konrada von Soest, ukryta w jednym z detali dzieła, została odkryta dopiero w 1950.
| Ołtarz Mariacki Konrada von Soest z 1420 (Strona przednia) | Ołtarz Mariacki Konrada von Soest z 1420 (Strona przednia) | Ołtarz Mariacki Konrada von Soest z 1420 (Strona przednia) |
| ---------------------------------------------------------- | ---------------------------------------------------------- | ---------------------------------------------------------- |
|                                                            |                                                            |                                                            |

Strona przednia Ołtarza Mariackiego

### Figury Madonny

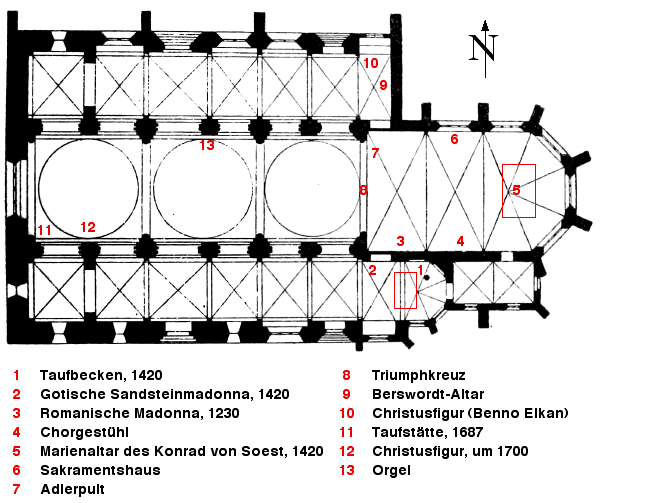
Najważniejsze elementy wyposażenia kościoła Mariackiego: 1. Chrzcielnica (1420), 2. Gotycka Madonna z piaskowca (1420), 3. Madonna romańska (1230), 4. Stalle w prezbiterium, 5. Ołtarz Najświętszej Marii Panny Konrada von Soest (1420), 6. Sakramentarium, 7. Pulpit z orłem, 8. Krucyfiks triumfalny, 9. Ołtarz Berswordtów, 10. Figura Chrystusa Benno Elkana, 11. Miejsce chrztu (1687), 12. Figura Chrystusa (ok. 1700), 13. Organy

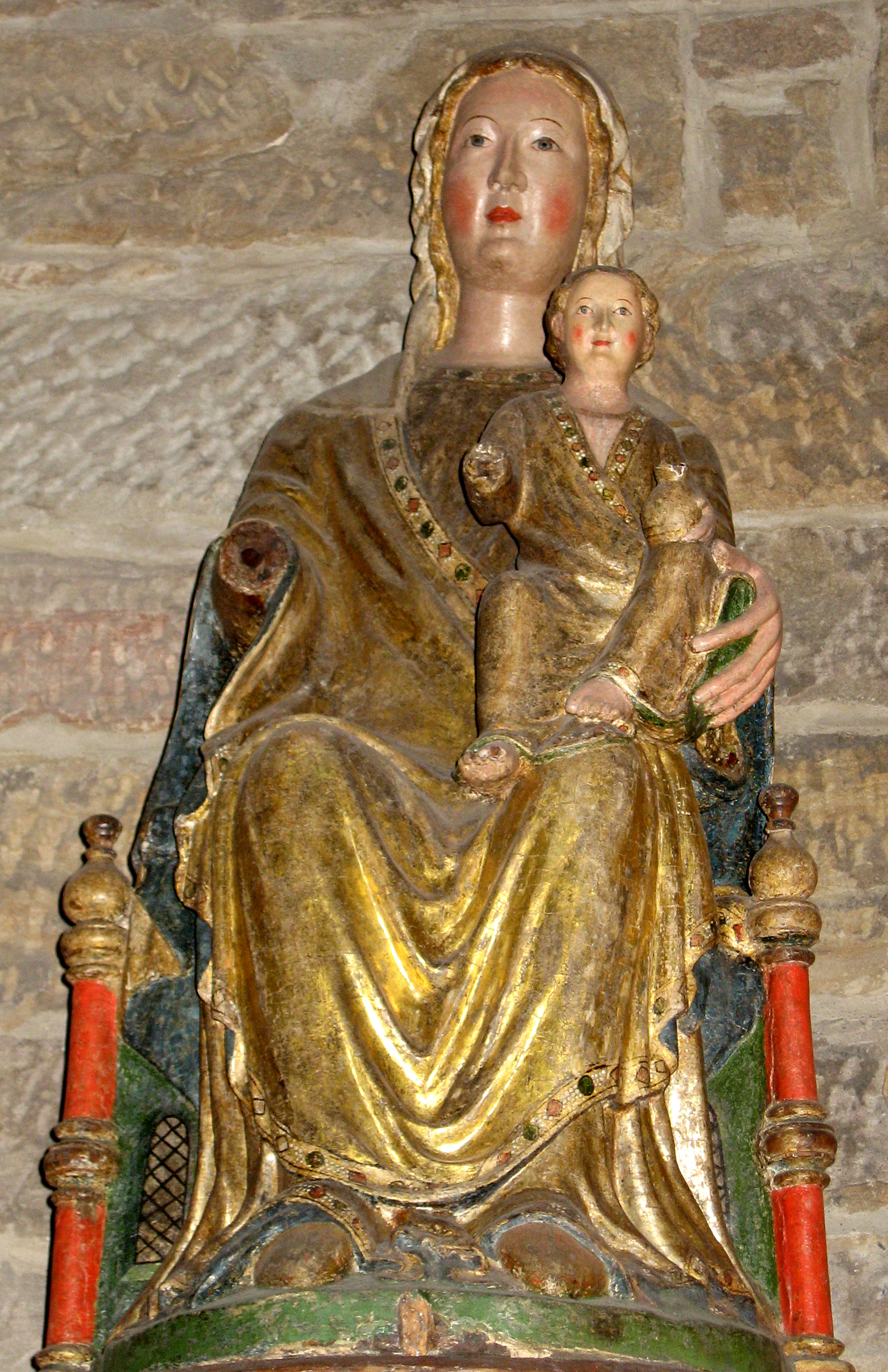
Romańska Złota Madonna z ok. 1230

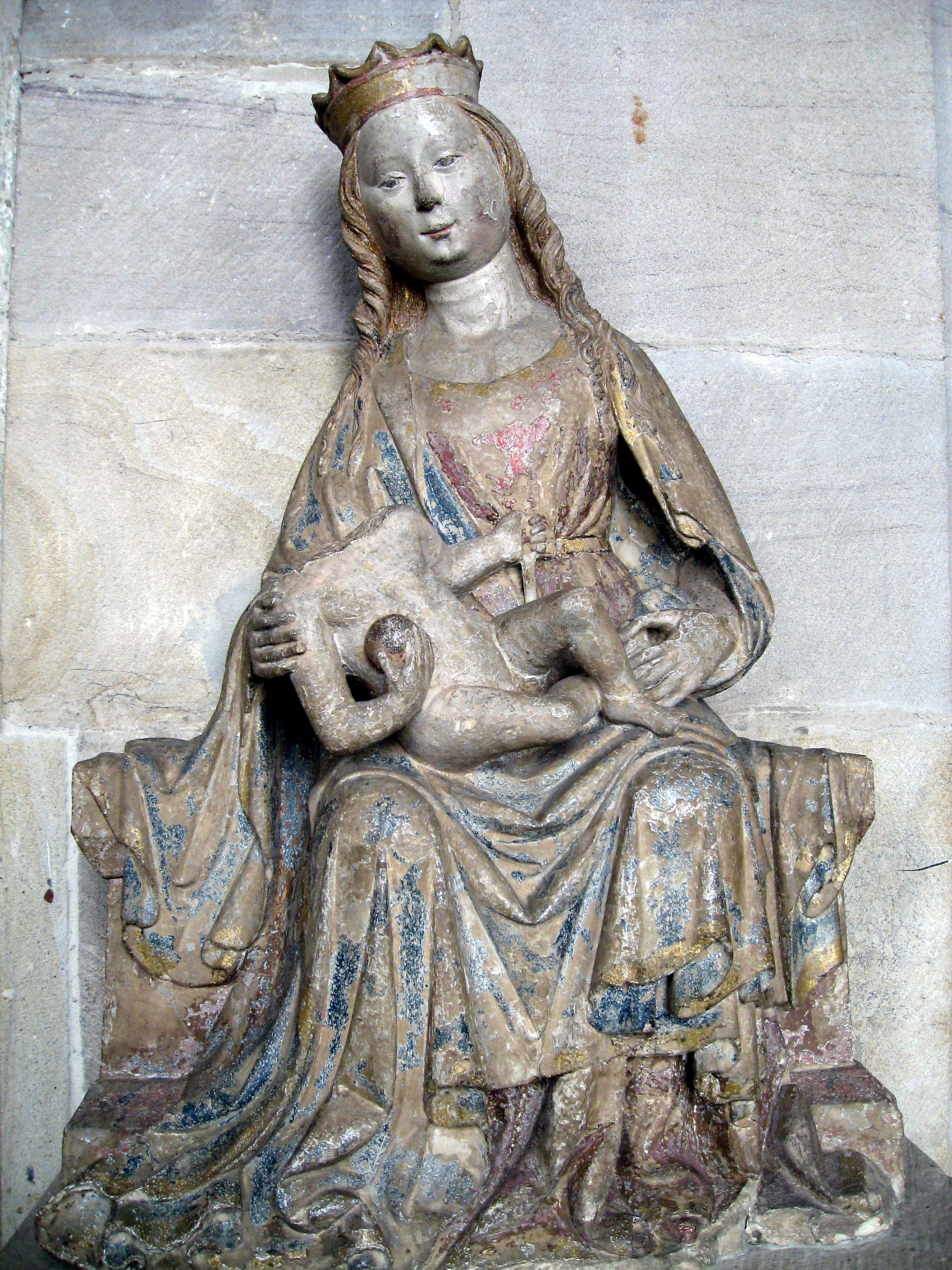
Gotycka Kamienna Madonna z 1420

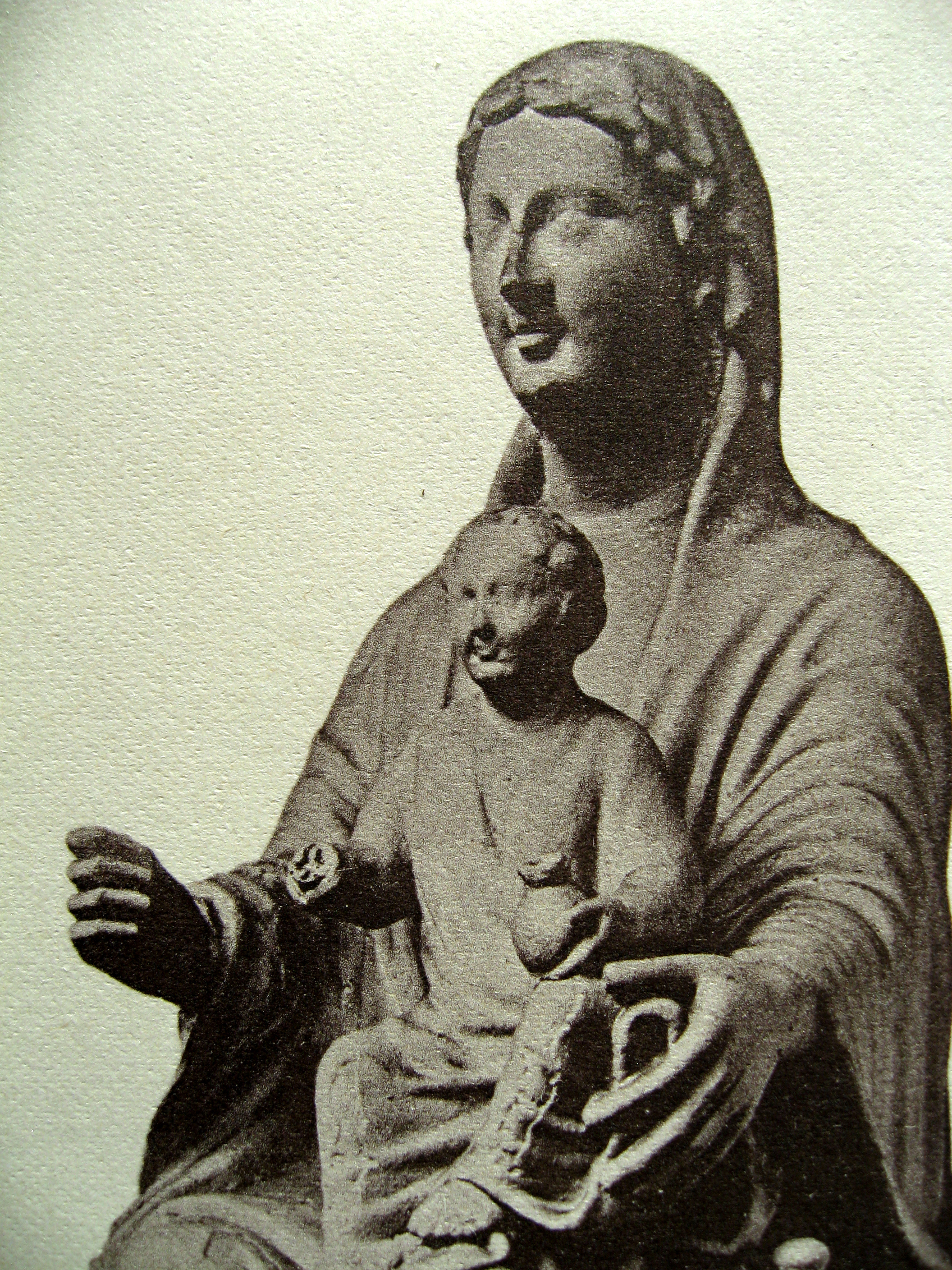
Złota Madonna na rycinie Ludorffa z 1894

W kościele Mariackim zachowały się 2 cenne figury Matki Boskiej.
Figura „Die Goldene Muttergottes von Dortmund” („Złota Madonna z Dortmundu”) jest późnoromańską figurą Maryi, pochodzącą z ok. 1230 (datowanie R. Fritza). Ta wykonana z drewna orzechowego, wysoka na 91 cm figura posadowiona na tronie z drewna brzozowego znajduje się przy południowej ścianie prezbiterium za stallami. Od wewnątrz rzeźba jest częściowo wydrążona; przypuszczalnie chodziło tu o schowek na relikwie. Widoczna dziś dekoracja malarska figury pochodzi z XV w. i została ukształtowana na podobieństwo oryginalnego malunku. Figura była przejściowo przemalowana i była kilkakrotnie restaurowana, ostatni raz w 1976 w Landesamt für Denkmalpflege w Münster.
Zwraca uwagę nieruchome, skierowane prosto przed siebie spojrzenie Matki Boskiej i Dzieciątka. To częste w sztuce romańskiej przyporządkowanie figur wskazuje, iż Jezus już jako dziecko nie może być umieszczony w normalnej ludzkiej relacji matka – syn.
Nie jest natomiast typowo romańskie uniesienie rąk obu postaci; Dzieciątko Jezus trzyma w lewej rączce małe, przypominające dzbanuszek naczynie, które odnosi się do dziewiczego łona Matki, poprzez wskazanie, iż Dzieciątko poczęło się i wyszło z niego za sprawą Ducha Świętego.
Brakujące lewe ręce figur musiały być, według ułożenia zachowanych fragmentów ich ramion, wyciągnięte w kierunku widza. Na starej rycinie z 1894 widać, że Maryja wtedy miała jeszcze lewą rękę.
Późnogotycki obraz na rewersie, namalowany na desce dębowej, ukazuje spotkanie Joachima i Anny, rodziców Maryi przy Złotej Bramie. Powstanie dzieła jest datowane na lata 1470/1480. Obie postacie są ubrane zgodnie ze średniowiecznym wyobrażeniem szacownych mieszczan. W tle widać bramę i zwieńczone blankami mury miejskie. Ojciec Maryi ma sakiewkę u pasa, a na pierwszym planie pasą się jego owce. Obraz został namalowany dopiero ok. 1470. Dekoracyjne malowidło na rewersie świadczy, iż Madonna używana była podczas procesji.
Gotycka Madonna z piaskowca w prawej nawie bocznej kościoła Mariackiego jest datowana przez R. Fritza na 1420. Wysoka na 75 cm figura siedzącej Madonny ukazuje resztki pierwotnej dekoracji malarskiej. Siedzący na jej łonie Chrystus jest pozbawiony głowy. Podkład olejny został usunięty przed kolejnym wystawieniem dzieła przez Museum für Kunst und Kulturgeschichte w Dortmundzie.
Podobizna Madonny z czasów powstania ołtarza Najświętszej Marii Panny wskazuje w porównaniu ze starszą, późnoromańską Złotą Madonną na wyraźne ożywienie postaci. Rzeźba utrzymana jest w typie gotyckiej Pięknej Madonny, co podkreślają jej miękko spływające szaty. Posadowiona na kamiennej ławie figura Maryi trzyma na łonie wpół uniesione Dzieciątko Jezus. Jej ręce obejmują czule jego ramię i nóżkę, a wzrok nie jest już skierowany gdzieś daleko przed siebie, ale skupiony na dziecku. Pod miękko spływającymi fałdami płaszcza Maryi widoczna jest suknia z pasem. Jej lekko w prawo przechyloną głowę wieńczy złota korona, a długie, rudawe włosy opadają na ramiona. Dzieciątko Jezus dzierży w prawej rączce jabłko, jako alegorię zgładzenia przez Chrystusa grzechów świata i ukazania Marii jako „nowej Ewy”, natomiast jego lewa rączka bawi się pasem matczynej sukni.

### Stalle

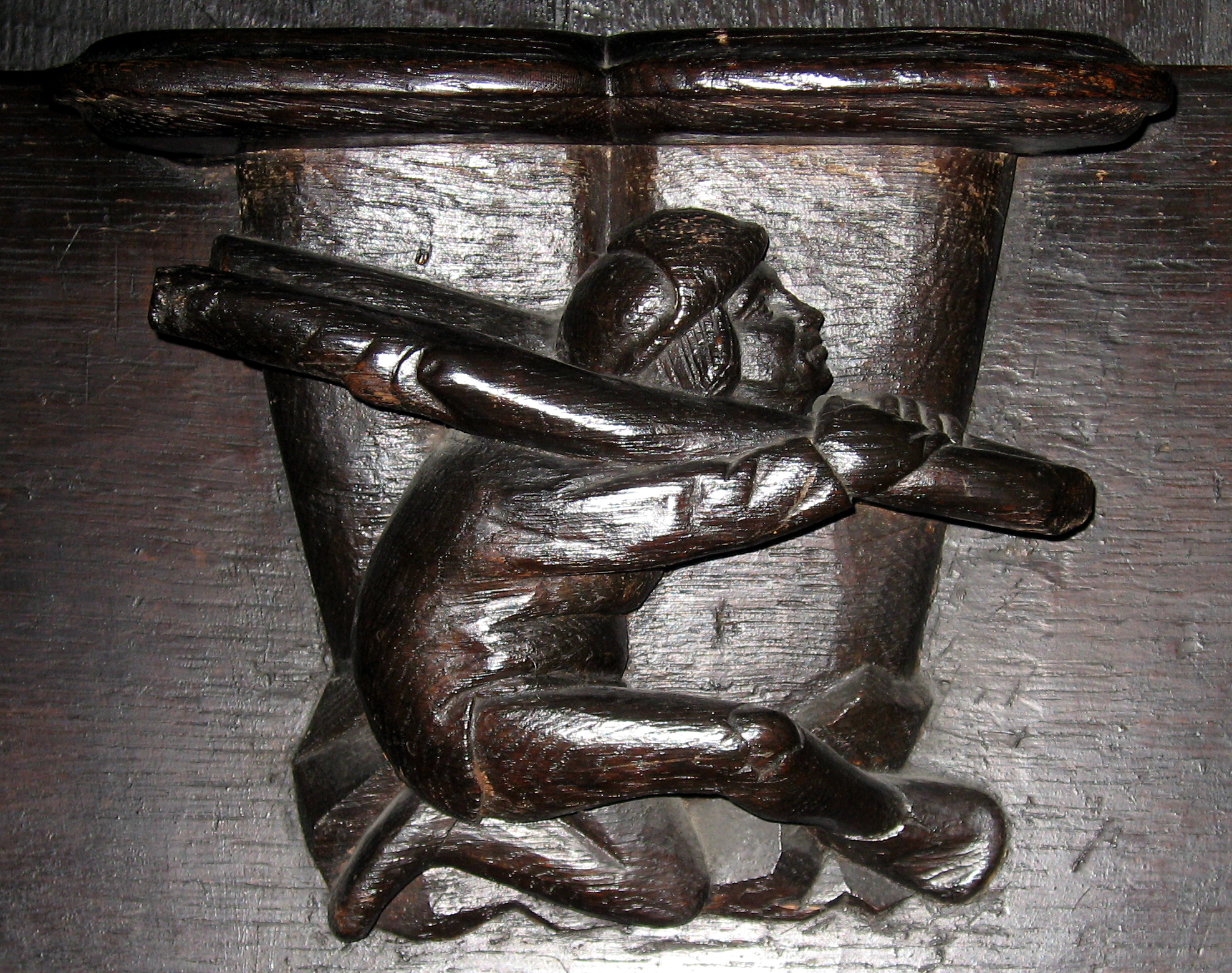
Stalle: detal – Mizerykordia z cudzołożnikiem w kleszczach pręgierza

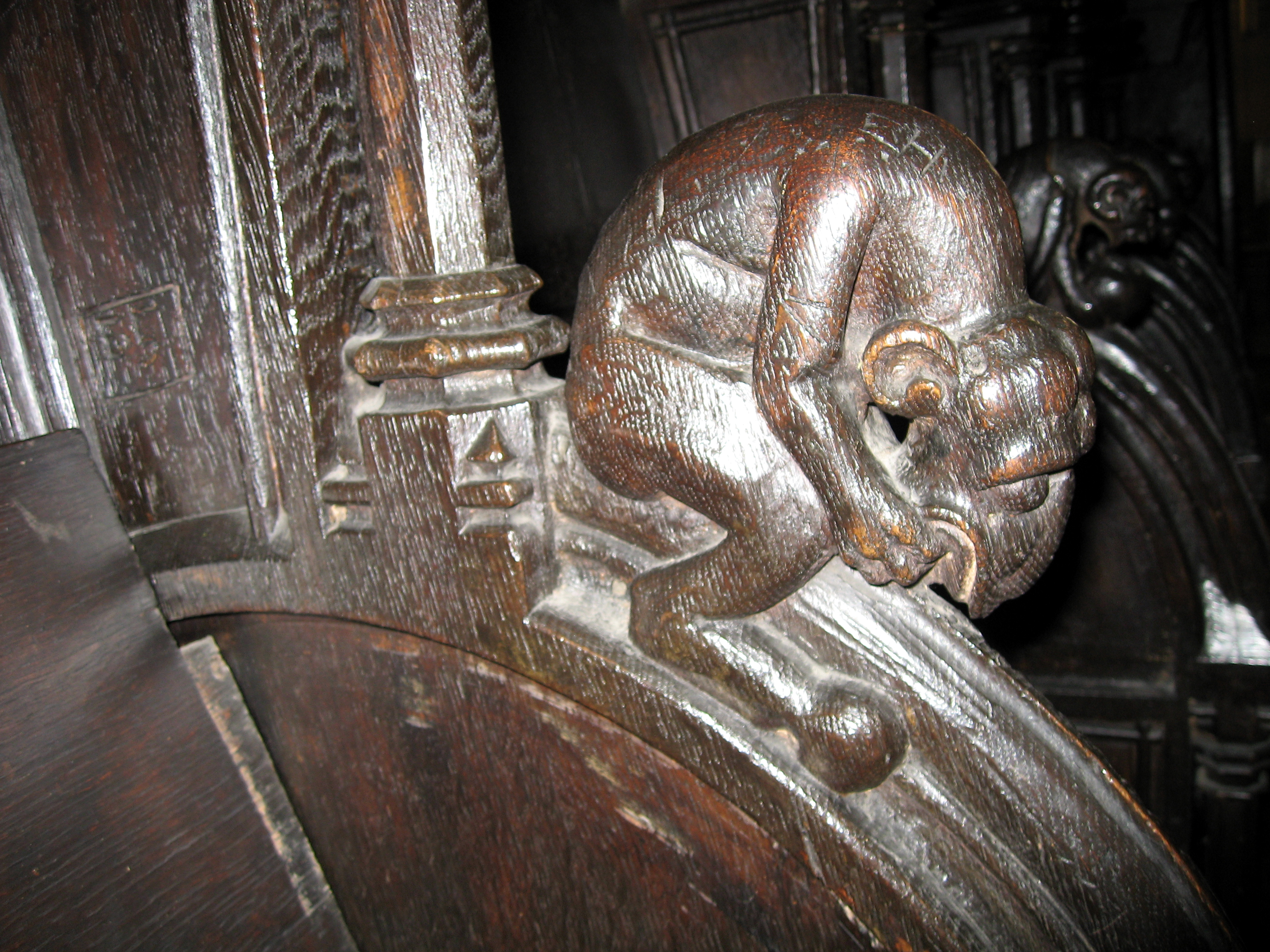
Stalle: detal – błazen

Stalle w prezbiterium zostały wyrzeźbione w XVI w. z drewna dębowego w stylu późnego gotyku nadreńskiego. Powstały one prawdopodobnie w 1523 i wykazują daleko idące podobieństwo do stalli z wcześniejszego kościoła w Cappenberg. W związku z tym przypuszcza się, iż oba dzieła pochodzą z tego samego warsztatu, znajdującego się prawdopodobnie w zachodniej Westfalii. Pod siedzeniami umieszczono tzw. mizerykordie, małe podpórki odciążające podczas stania. Umieszczone pod nimi wyrzeźbione z drewna figury symbolizują ludzkie przywary. Na ściankach dzielących siedzenia stalli od siebie umieszczono figury błaznów.
Ponad siedzeniami znajdują się wyobrażenia świętych i bogate ozdobniki. Uwagę zwracają przede wszystkim znajdujące się na ściankach działowych misternie rzeźbione kolumny.

### Sakramentarium

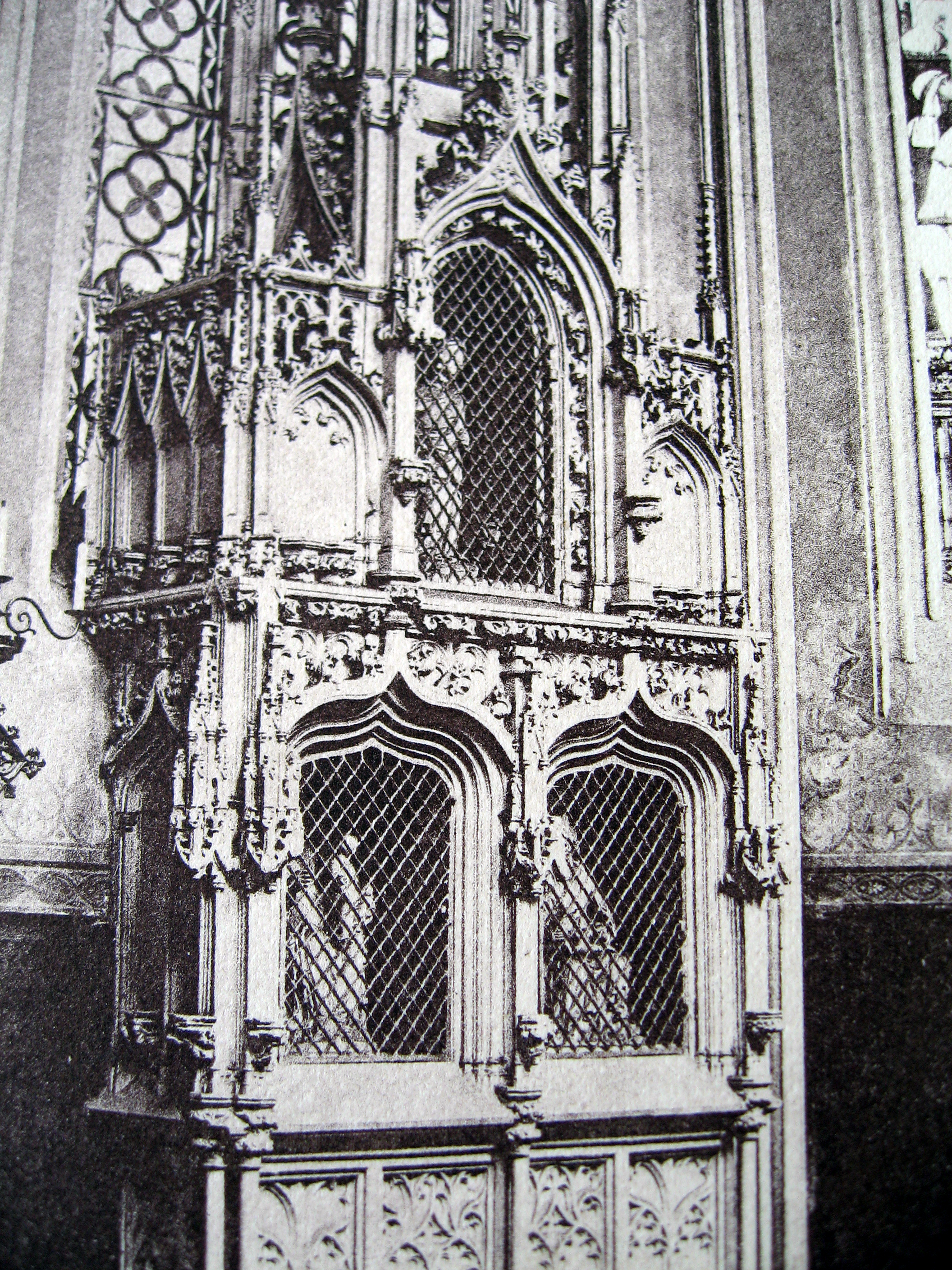
Sakramentarium na fotografii Ludorffa z 1894

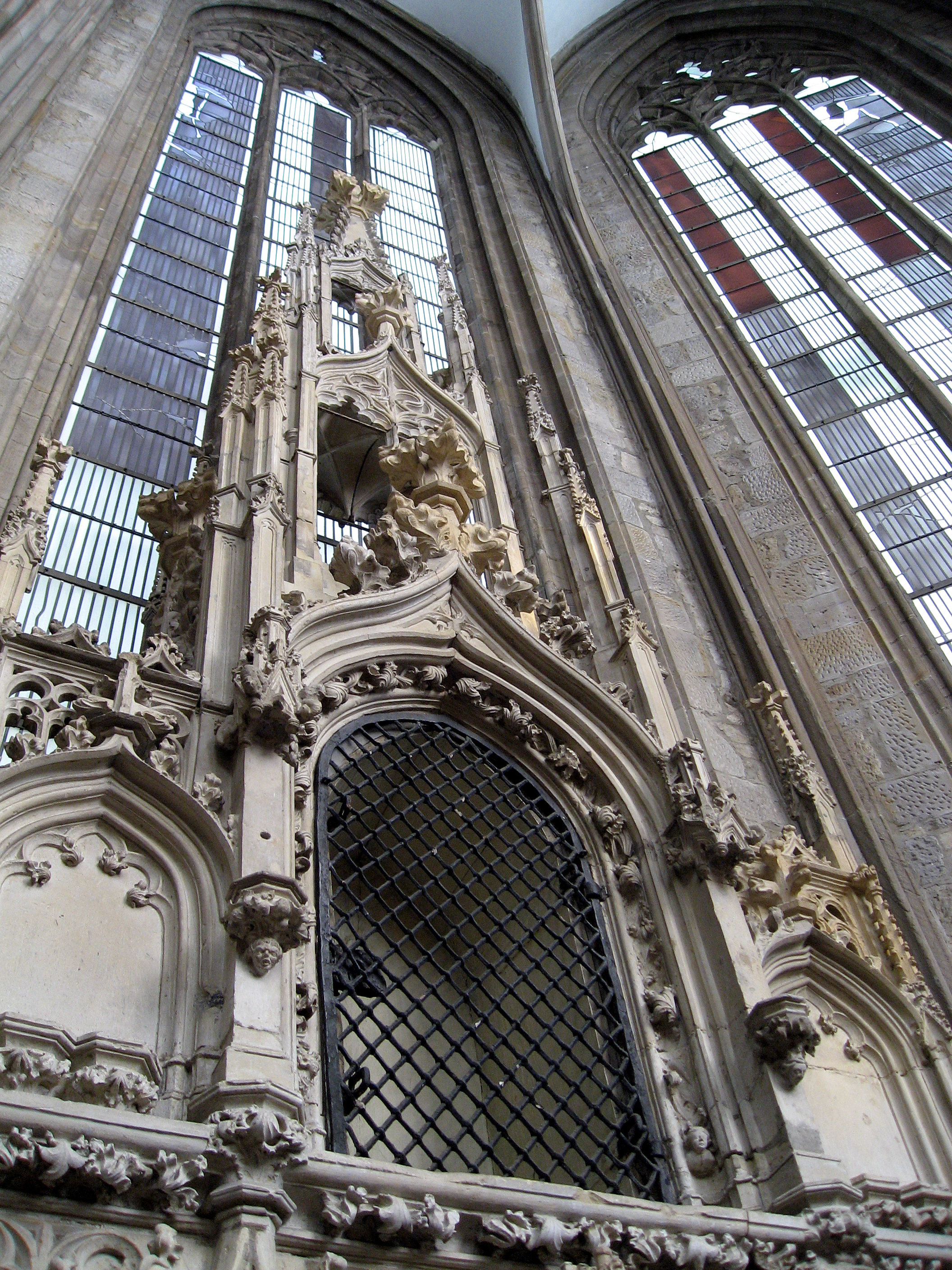
Sakramentarium przy północnej ścianie prezbiterium

Za stallami przy północnej ścianie prezbiterium znajduje się sakramentarium wykonane z piaskowca ok. 1450 w stylu późnogotyckiej fasady katedralnej.
Dzieło pochodzi przypuszczalnie z warsztatu murarskiego pobliskiego kościoła św. Rajnolda. Wznoszące się na wysokość 7,5 m sakramentarium w stylu warsztatu Parlera służyło pierwotnie do przechowywania naczyń liturgicznych, być może również relikwii. W okratowanych szafkach sakramentarium były niegdyś ustawione figury świętych, co widać na fotografii Ludorffa z końca XIX w.
Sakramentarium prawdopodobnie było niegdyś pomalowane.
Podczas odbudowy kościoła dekoracja sakramentarium została uzupełniona i odrestaurowana.

### Rzeźba Chrystusa jako władcy Wszechświata

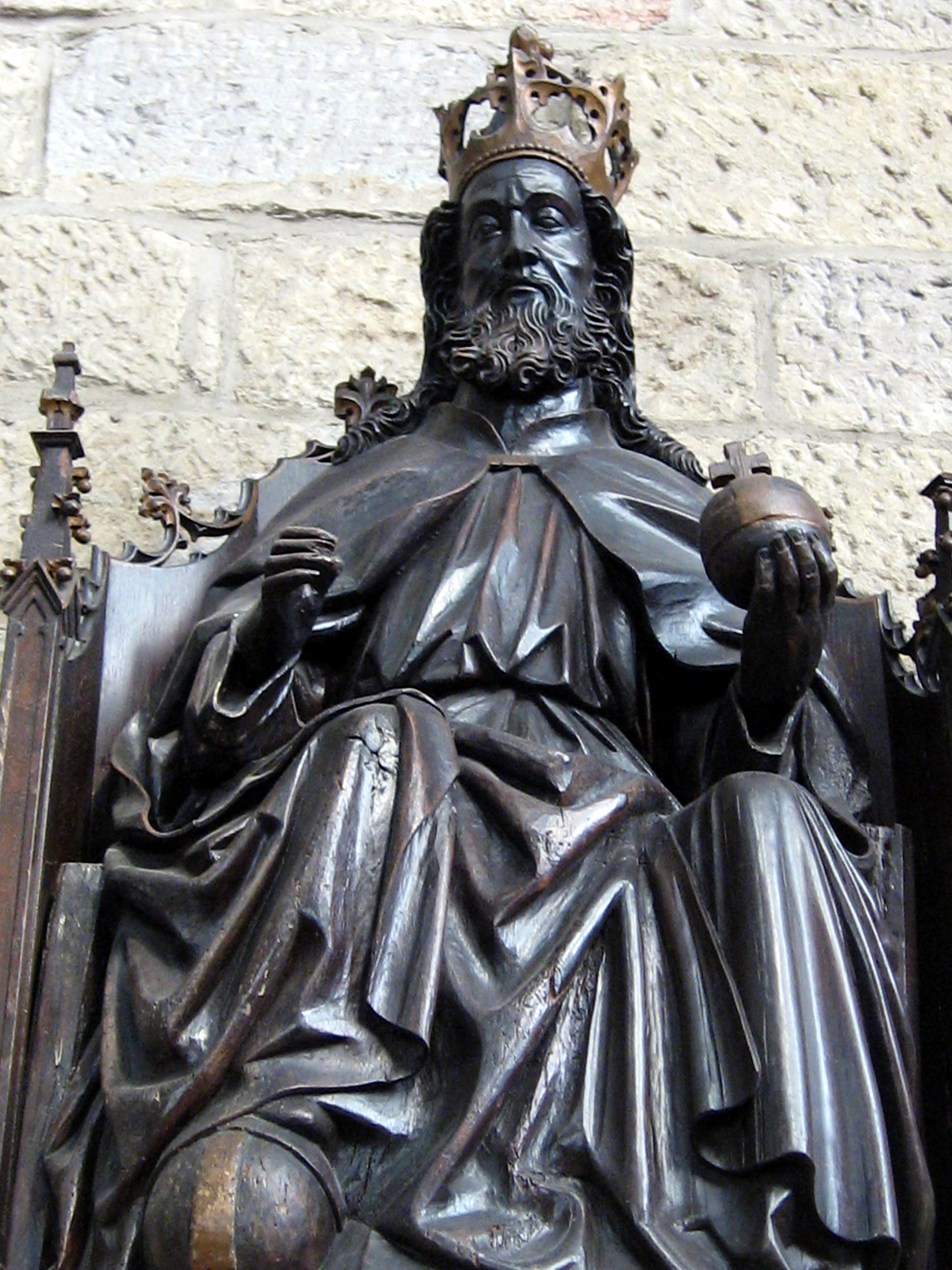
Chrystus jako władca Wszechświata

Przy południowej ścianie prezbiterium znajduje się figura Chrystusa, przedstawionego na podobieństwo cesarza jako władca Wszechświata. Chrystus jest wyposażony w insygnia świeckiej władzy – na głowie ma cesarską koronę z kabłąkiem z epoki Karolingów, w lewym ręku dzierży jabłko królewskie, w prawym zaś miał niegdyś berło, które z czasem zaginęło. Prawą stopę opiera na kuli ziemskiej. Figura przetrwała w częściowo zmienionej formie. Wcześniej przypuszczalnie była pomalowana (według Rinke), zaś w XIX w. została pokryta (według dr. Fritza) zachowaną do dziś brązową powłoką olejną.

### Pulpit z orłem

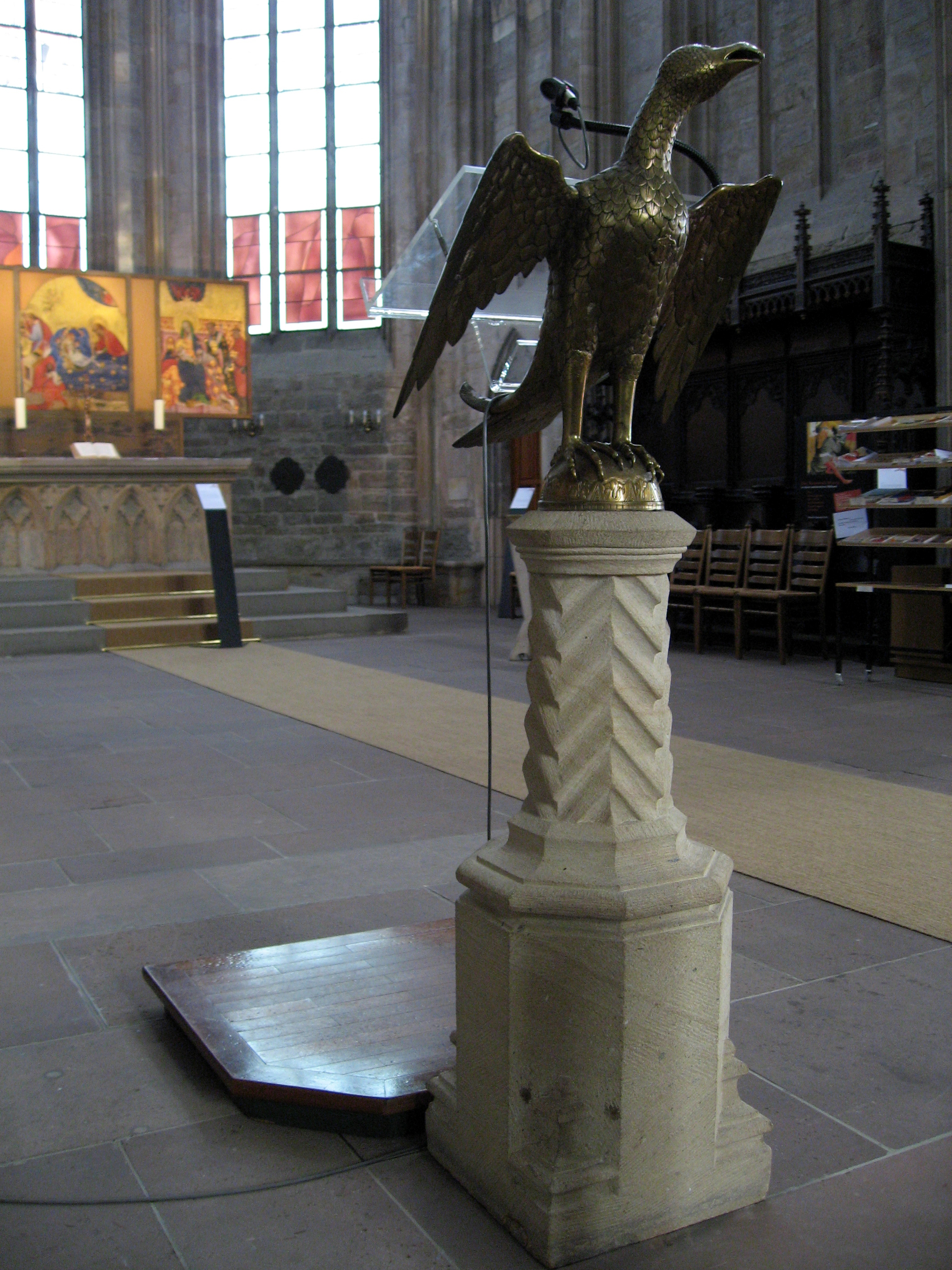
Pulpit z orłem

Pulpit z orłem pochodzi z roku 1450. Posadowiony na kolumnie z piaskowca gotycki pulpit z mosiądzu przedstawia naturalistycznego w dużej mierze orła. Wyposażenie świątyni w pulpit z orłem niektórzy interpretują jako przejaw dawnej rywalizacji z kościołem św. Rajnolda, który posiada podobny pulpit. Orzeł może być traktowany tu jako symbol św. Jana Ewangelisty lub Zmartwychwstania Chrystusa. Na to ostatnie wskazuje podobizna Jezusa umieszczona na piersi orła.
Pulpit służył niegdyś do czytania Pisma św. Od czasu spalenia się drewnianej, barokowej ambony podczas II wojny światowej z pulpitu wygłasza się również kazania. W tym celu dodano do niego przezroczysty, wykonany z pleksiglasu pulpit na książki.

### Łuk tęczowy
Na granicy nawy głównej i prezbiterium znajduje się łuk tęczowy, pod którym jest zawieszony krucyfiks triumfalny pochodzący z XVI w. Na krzyżu, wysokim na 3,84 m i szerokim na 2,81 m wisi figura ukrzyżowanego Chrystusa, nad którego głową umieszczony jest skręcony napis INRI. Na zakończeniach ramion krzyża znajdują się symbole 4 Ewangelistów.

### Chrzcielnice

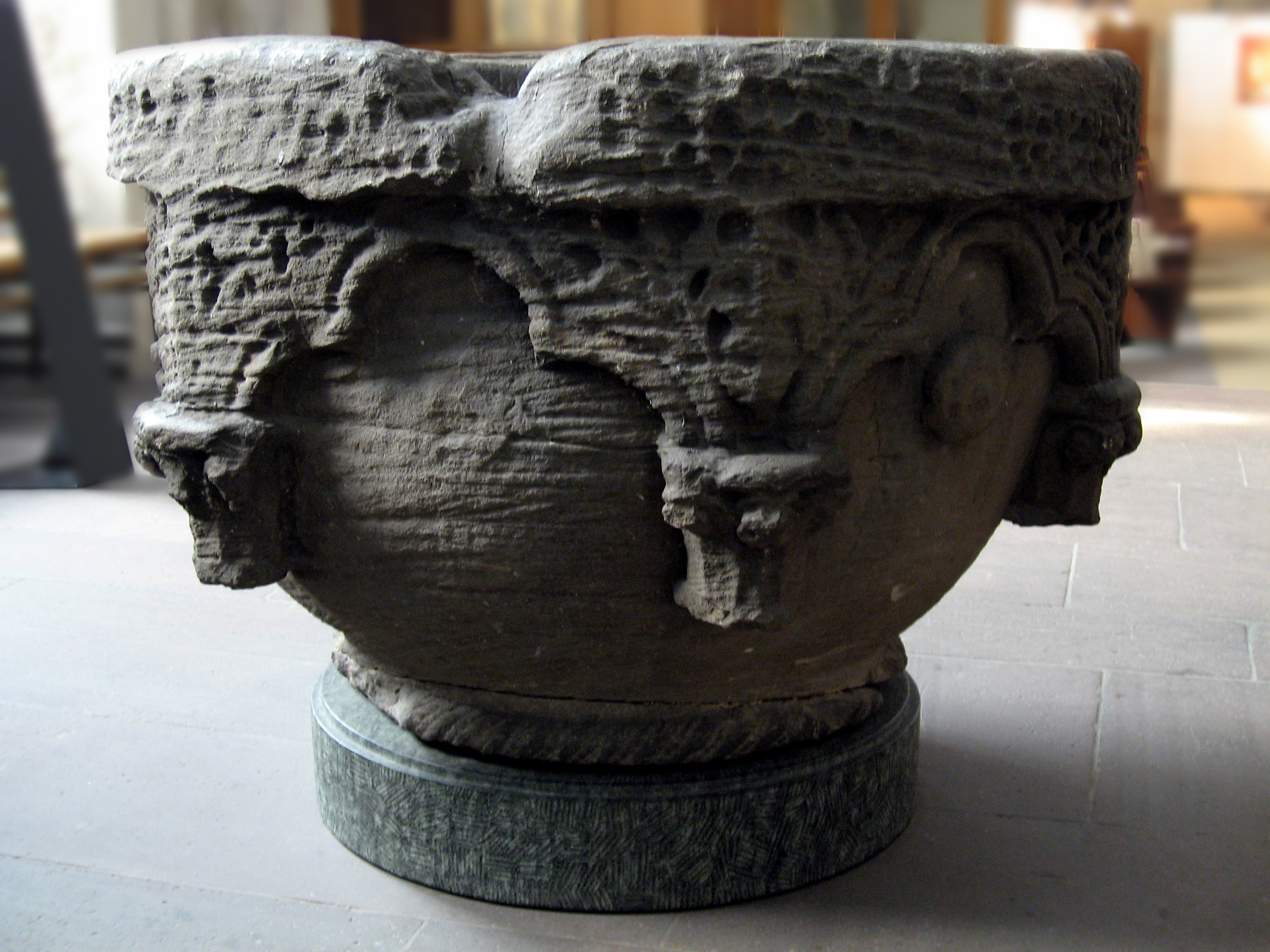
Kamienna chrzcielnica z epoki Hohenstaufów

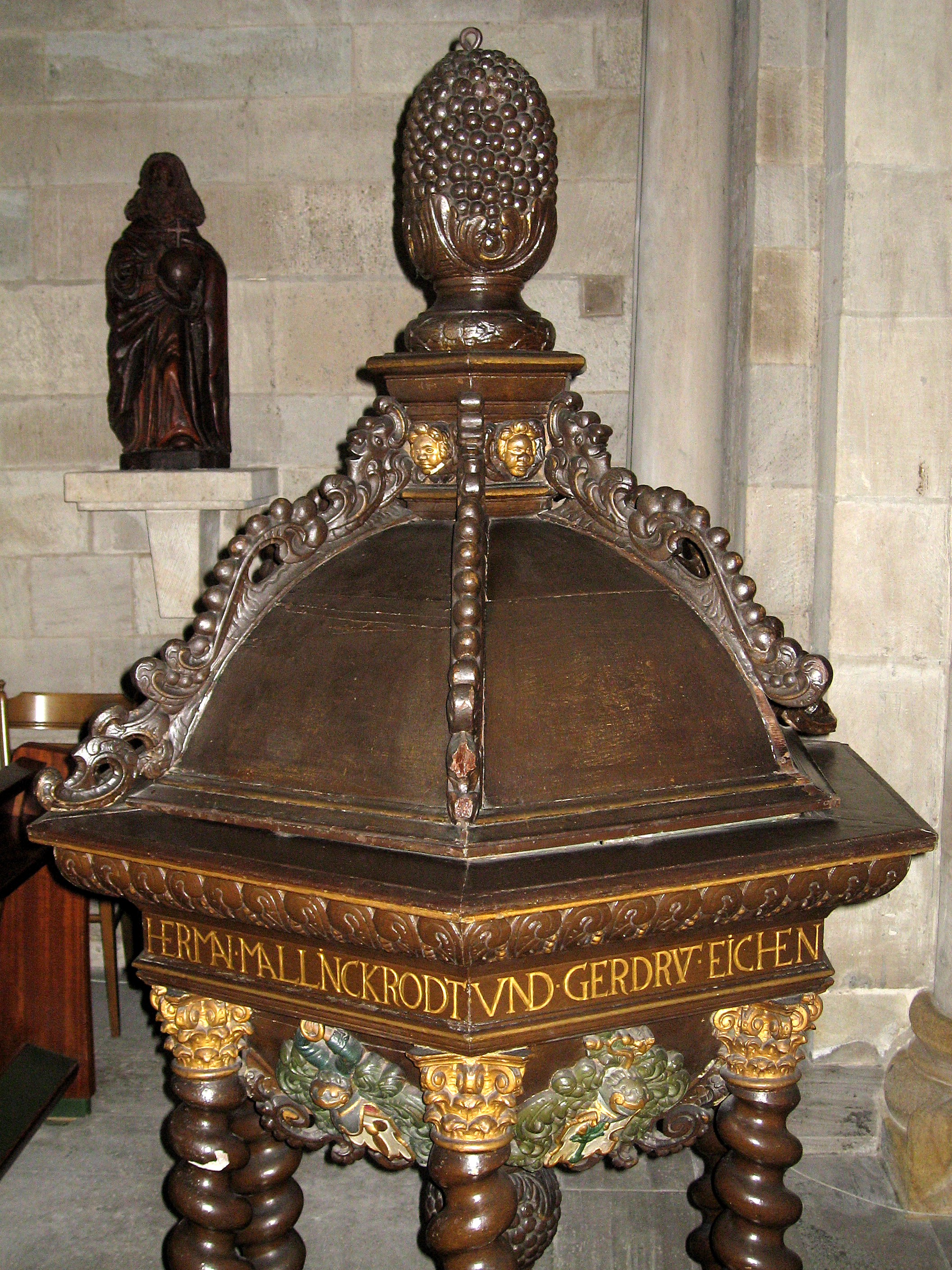
Drewniana chrzcielnica z epoki baroku

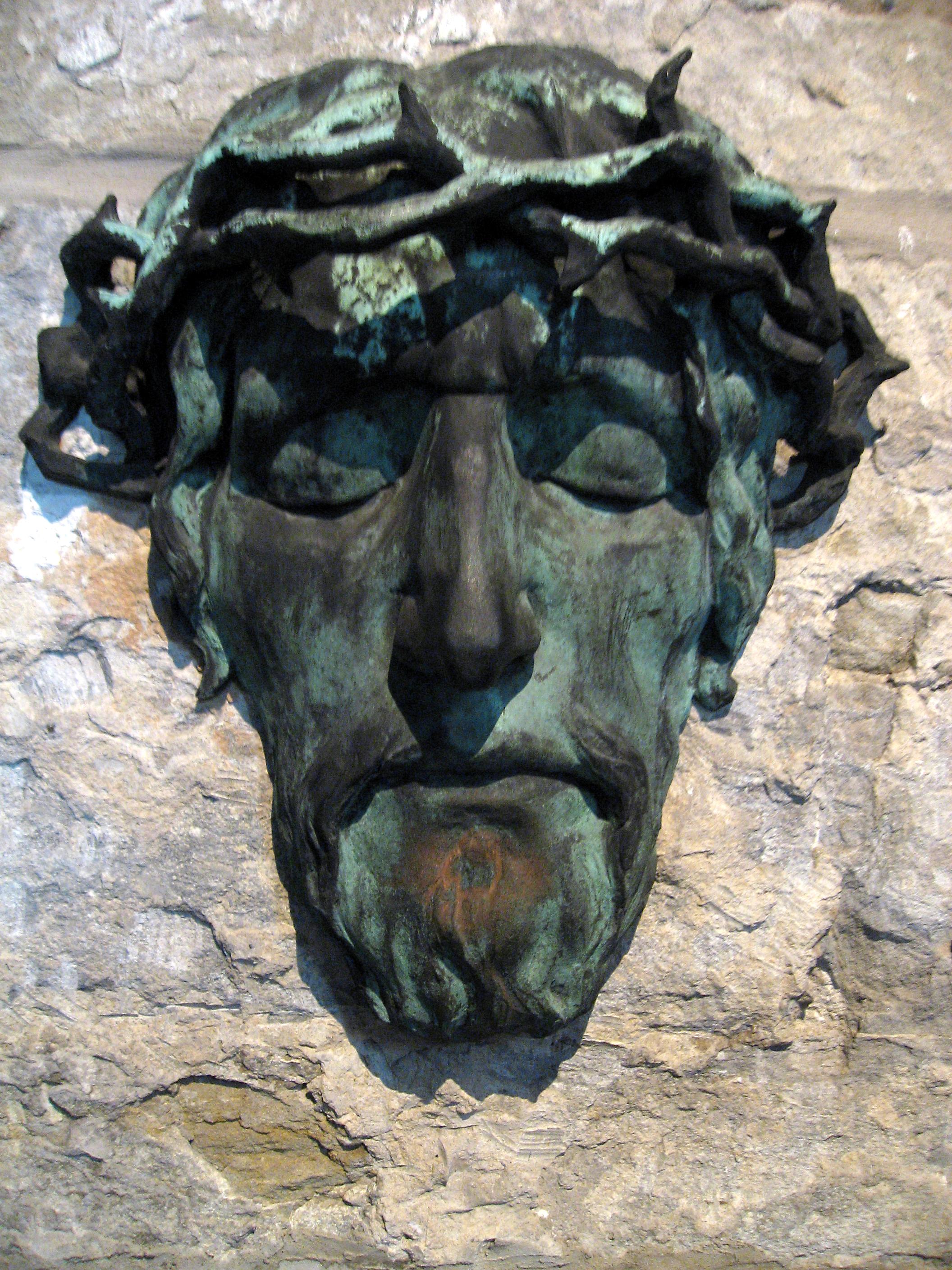
„Głowa Chrystusa w koronie cierniowej”

Późnoromańska chrzcielnica pochodzi z epoki Hohenstaufów i znajduje się w kaplicy Berswordtów. Rozmiary czaszy chrzcielnicy skłaniają do przypuszczeń, iż chrzczono w niej również osoby dorosłe. Okresowo chrzcielnica używana była poza kościołem; wyraźne ślady używania każą przypuszczać, iż służyła jako poidło dla koni. Są hipotezy, iż kamień, z którego została wykonana, pochodzi z wcześniejszego kościoła św. Mikołaja. Przed umieszczeniem chrzcielnicy w kościele Mariackim była ona wcześniej eksponowana w Museum am Ostwall razem z dziełami sztuki współczesnej. Ornamenty roślinne pokrywające chrzcielnicę, róża i winorośl, symbolizują Jezusa.
Druga chrzcielnica, wykonana z drewna w stylu barokowym, znajduje się w nawie głównej w pobliżu portalu zachodniego. Nosi ona inskrypcję informującą o jej fundatorach:
„HERMAN MALLINCKRODT UND GERTRUD EICHEN EHELEUTE HABEN DIESE TAUFE ZUR EHRE GOTTES IN S. MARIAE KIRCHE GEGEBEN ANNO 1687”
(pol. „Małżeństwo Herman Mallinckrodt i Gertrud Eichen ofiarowali tę chrzcielnicę na chwałę bożą w kościele NMP roku 1687”)
Pod inskrypcją znajdują się herby fundatorów. Wielka kiść winogron na pokrywie chrzcielnicy i mniejsza pod jej czaszą symbolizują nadzieję na lepsze życie. Znajdujący się pod mniejszą kiścią oset symbolizuje ból, jakiego człowiek doświadcza w swoim życiu.

### Relief „Głowa Chrystusa w koronie cierniowej”
Na ścianie nawy południowej znajduje się wykonany z brązu relief „Christuskopf mit Dornenkrone” („Głowa Chrystusa w koronie cierniowej”), dzieło niemieckiego rzeźbiarza żydowskiego pochodzenia Benno Elkana z 1905. Płaskorzeźba była pierwotnie przeznaczona dla grobowca rodziny Feuerbaum.

### Organy

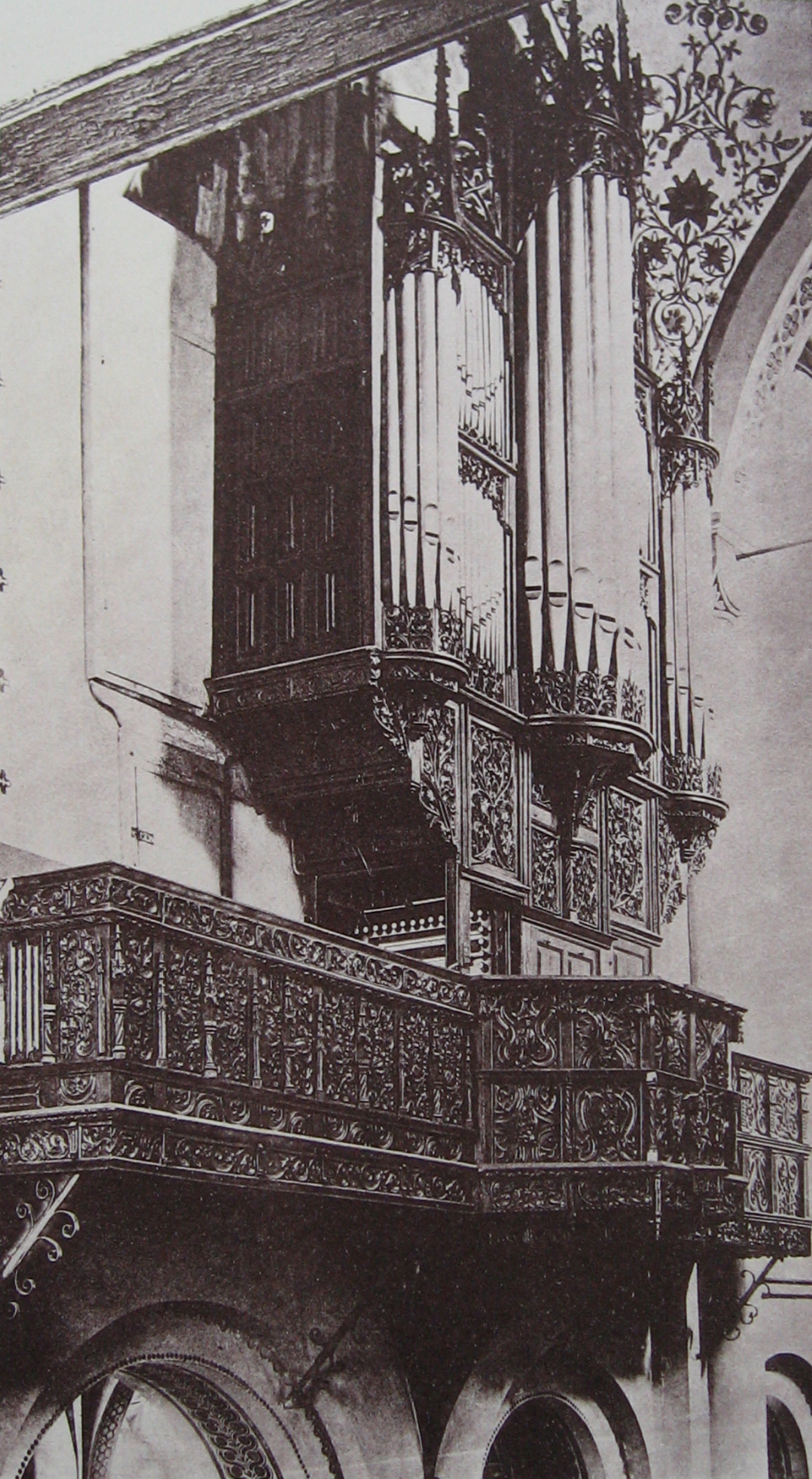
Dawne organy (zdjęcie z 1894)

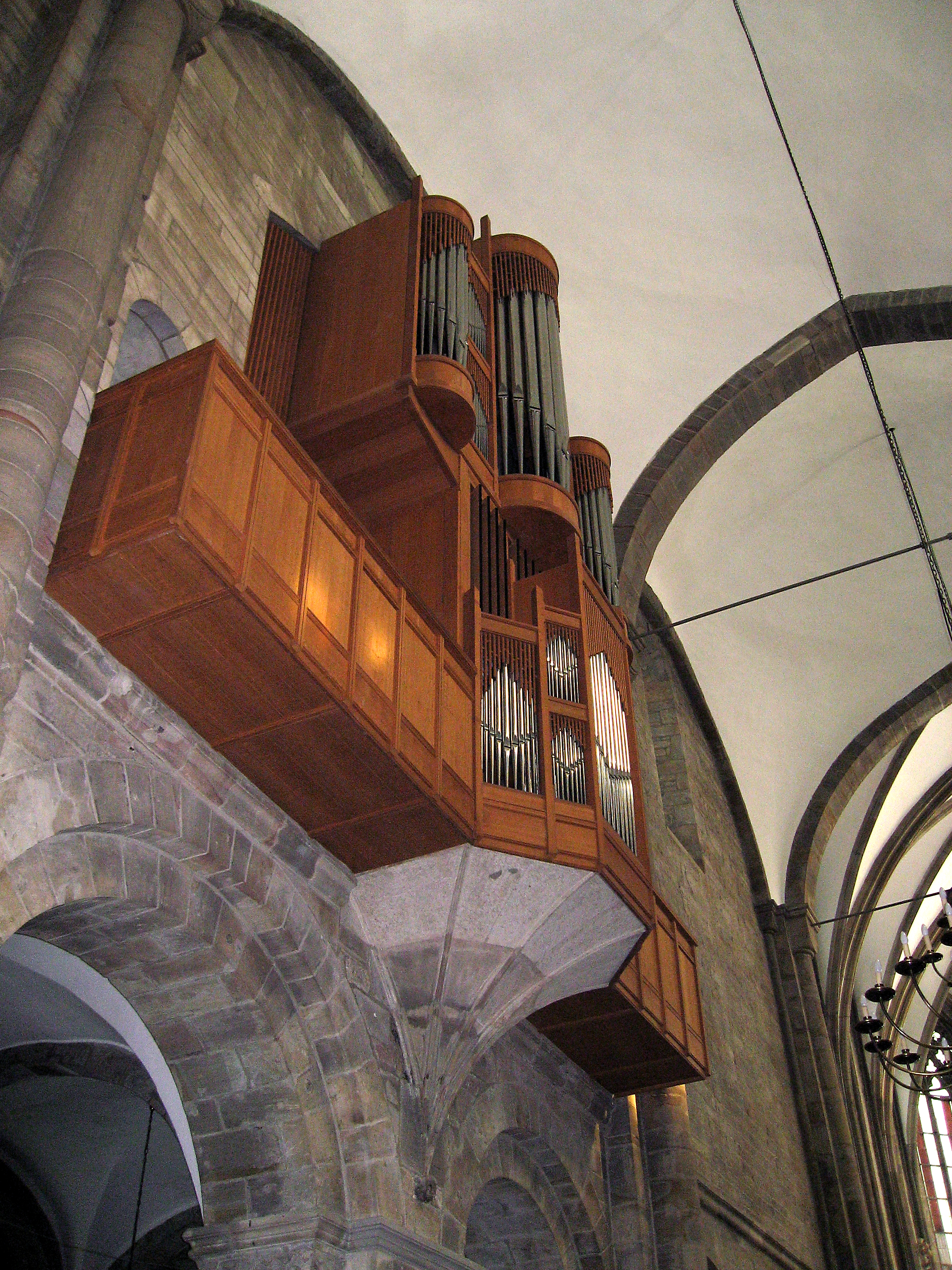
Organy współczesne

Późnośredniowieczne organy uległy zniszczeniu w wyniku bombardowań podczas II wojny światowej.
Współczesne organy kościoła Mariackiego składają się z 34 głosów podzielonych na trzy manuały i pedał. Zostały one zbudowane w 1967 przez firmę Gustav Steinmann Orgelbau z Vlotho. Zostały one skonstruowane według zasad Orgelbewegung i otrzymały w zasadzie dyspozycję neobarokową. Odznaczają się klarownym, soczystym dźwiękiem, a poszczególne głosy są wyraźnie odróżnialne.
Organy współczesne zostały umieszczone, podobnie jak ich poprzednik, w tzw. jaskółczym gnieździe, niewielkiej, bocznej emporze na północnej ścianie nawy głównej. Główny prospekt organowy został zbudowany według wzorców zaczerpniętych z późnego gotyku. Organy składają się z 2 głównych elementów: hauptwerku (sekcji głównej) i znajdującego się poniżej schwellwerku (zespołu głosów umieszczonych w szafie ekspresyjnej). W balustradzie empory umieszczony jest rückpositiv (pozytyw tylny). Klawiatura pedałowa stoi za głównym prospektem ponad sklepieniem nawy północnej, przysłonięta przepierzeniem z boazerii. Pozycja gry na organach jest boczna; organista siedzi po wąskiej, dolnej stronie prospektu głównego. Organy są często wykorzystywane do realizacji nagrań audio.
Mają one następującą dyspozycję:
| I Hauptwerk C–a³ | II Rückpositiv C– a³                                                                                                  | III BrustwerkC– g³                                                                           | Pedal C– f1                                                                                                |
| Pommer 16' Prinzipal 8' Spitz Gambe 8' Rohrflöte 8' Oktave 4' Gemshorn 4' Waldflöte 2' Rauschpfeife II Mixtur V Trompete 8' | Spitzgedackt 8' Prinzipal 4' Koppelflöte 4' Oktave 2' Quinte 11/3′ Sesquialtera II Scharff III Krummhorn 8' Tremulant | Gedackt 8' Blockflöte 4' Nasard 22/3′ Prinzipal 2' Sifflöte 1' Cymbel III Regal 8' Tremulant | Prinzipalbaß 16' Subbaß 16' Oktav 8' Gedackt 8' Quintade 4' Nachthorn 2' Mixtur VI Posaune 16' Trompete 4' |

- Połączenia: I/II, I/III, II/III, P/I, P/II, P/III
- Wspomaganie: 4 wolne kombinacje, 1 wolna kombinacja pedałowa

### Dzwony
Pierwsze dzwony dla kościoła Mariackiego zostały odlane w 1442 przez mistrza Johanna Windenbroecha.
Pomimo dominacji pobliskiego kościoła św. Rajnolda kościół Mariacki miał szczególny przywilej do bicia w dzwony – w jednej z jego wież wisiał niewielki dzwon, tzw. dzwon sądowy. Jego dzwonienie wyznaczało czas posiedzeń członków sądu miejskiego w Richthaus (budynku sądowym) znajdującym się naprzeciwko kościoła przy zbiegu ulic Brückstraße i Ostenhellweg. Poza dzwonem sądowym w kościelnych wieżach wisiały jeszcze cztery inne dzwony. Jednym z nich był dzwon rajców, który dzwonił wtedy, kiedy zwoływali oni swoje posiedzenia w ratuszu miejskim. W 1857 stare dzwony kościelne zostały przetopione.
Następnie odlano trzy nowe dzwony, które były używane do I wojny światowej: „Maria”, „Magdalena” i „Salome”. Do dziś przetrwał tylko jeden z nich, „Salome”. W 1906 rada miasta postanowiła odbudować drugą wieżę-dzwonnicę. Ten plan nie doczekał się jednak realizacji, podobnie jak nowe plany z lat 80. XX w.

### Pozostałe wyposażenie
W kościele zachował się szereg płyt nagrobnych, wmurowanych w ściany. Do 1809 zmarli członkowie wspólnoty parafialnej byli grzebani na cmentarzu przykościelnym, natomiast pastorzy i patrycjusze wewnątrz kościoła. Później jednak zakazano tych praktyk i władze miasta wyznaczyły teren pod cmentarz poza murami miejskimi, tzw. Westentotenhof, dzisiejszy Westpark. Również tam zachowało się do dziś kilka płyt nagrobnych.